# Sahagún (España)
Sahagún es un municipio y villa española de la provincia de León, en la comunidad autónoma de Castilla y León. Ubicada entre los ríos Cea y Valderaduey, se encuentra en la comarca Tierra de Sahagún, la cual comparte con otros municipios limítrofes como Cea, Grajal de Campos o Calzada del Coto. Es, además, cabeza de partido judicial.
Situada en las vegas del río Cea y del Valderaduey, nació a la sombra de un santuario dedicado a los mártires Facundo y Primitivo y se consolidó en el siglo XI con la llegada de la Orden de Cluny y la concesión del fuero a la villa por el rey Alfonso VI de León. Durante su reinado Sahagún ganó en importancia con el impulso dado a la ruta jacobea y la introducción en la península de los ritos y usos cluniacenses frente a los visigóticos, lo que propició el incremento del comercio y extendió la influencia de la villa sobre una extensa área geográfica. Después de mantener su relevancia durante el medievo, la decadencia de la villa fue progresiva, acentuándose la misma por la desamortización de Mendizábal. En 1931 fue la segunda localidad española, después de Éibar, en proclamar la Segunda República.
Su patrimonio histórico y monumental, así como diversas celebraciones que tienen lugar a lo largo del año, entre las que destaca la Semana Santa, la convierten en una localidad receptora de turismo nacional e internacional. Entre sus monumentos más representativos se encuentran la Iglesia de San Lorenzo, la Iglesia de San Tirso, el Santuario de la Peregrina y las ruinas del Monasterio Real de San Benito, todos ellos declarados Bien de Interés Cultural.
Esa riqueza cultural se ve acentuada por ser lugar de paso del Camino de Santiago y por pertenecer a la Federación de Lugares Cluniacenses. En 2015, en la aprobación por la Unesco de la ampliación del Camino de Santiago en España a «Caminos de Santiago de Compostela: Camino francés y Caminos del Norte de España», España envió como documentación un «Inventario Retrospectivo - Elementos Asociados» (Retrospective Inventory - Associated Components) en el que en el n.º 1441 figura Sahagún con el ámbito de elementos asociados.

## Toponimia
La villa debe su nombre a su origen como lugar donde se sepultaron los restos de los santos Facundo y Primitivo, hacia 304, a los que la piedad cristiana llamó Domnos Sanctos (Señores Santos). Facundo y Primitivo eran dos hermanos que fueron delatados como cristianos en la época de la persecución de los cristianos bajo la dominación romana. Fueron martirizados, decapitados y sus restos arrojados al río Cea. El lugar se convirtió después en lugar de visita frecuente de los cristianos porque tenía reputación de que los milagros eran frecuentes. En el lugar de su enterramiento se levantó un templo bajo su advocación, apareciendo en las fuentes como «Sanctus Facundus», «Sanct Fagunt» y «Sant Fagun», el cual derivaría en «Safagun», donde la «f» perdió su sonoridad para convertirse en una «h» aspirada que con el tiempo enmudeció, resultando el actual topónimo de Sahagún.

## Geografía

### Ubicación

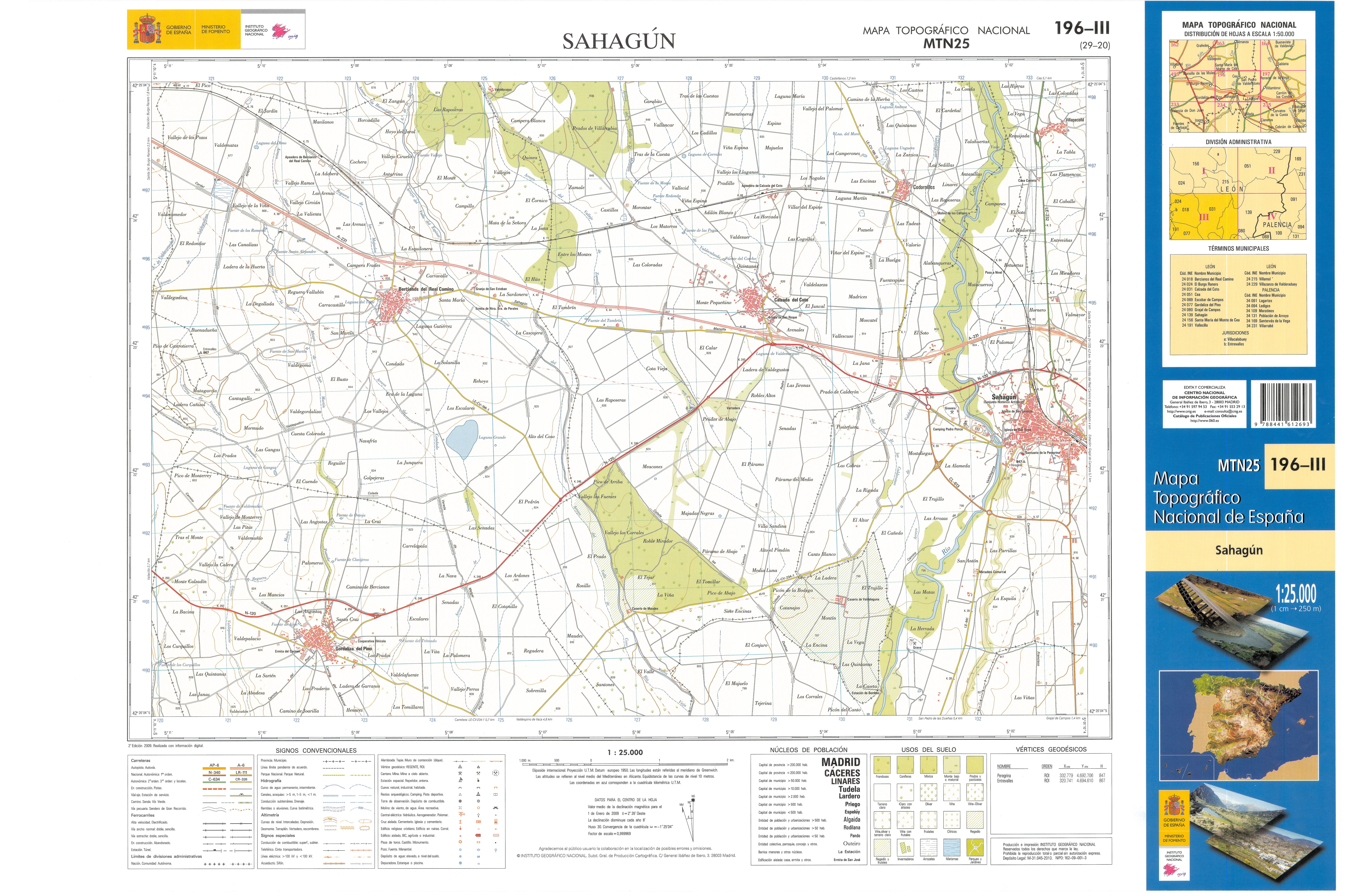
Fragmento de la hoja 196 del Mapa Topográfico Nacional de España de 2009 en el que se representa parte de Sahagún

La ciudad de Sahagún se encuentra en una suave pendiente entre los ríos Cea y Valderaduey, a una altitud de 813 m s. n. m. (otras cotas son 829'6 en la estación de ferrocarril y 845 en el vértice geodésico "Peregrina"). Se sitúa en la ribera del Cea, dentro de la comarca de la Tierra de Sahagún, en la zona oriental de la provincia de León.
Su término municipal limita al norte con Cea, al este con la provincia de Palencia, al sur con Grajal de Campos y la provincia de Valladolid y al oeste con Gordaliza del Pino, Calzada del Coto y Villamol. El territorio del término municipal está representado en la hoja 196 del Mapa Topográfico Nacional.
| Noroeste: Calzada del Coto       | Norte: Villamol y Cea | Noreste: provincia de Palencia |
| Oeste: Calzada del Coto          |                       | Este: provincia de Palencia    |
| Suroeste provincia de Valladolid | Sur: Grajal de Campos | Sureste: Escobar de Campos     |

### Orografía
Su ubicación entre dos ríos hace que el municipio se asiente en una zona predominantemente llana, de ribera, a una altitud de 822 m s. n. m. (otras cotas son 802,5 en la plaza Mayor y 829 en la estación de ferrocarril). No obstante, en la zona norte del mismo, aguas arriba de los ríos Cea y Valderaduey, el terreno se eleva, sobrepasando los 900 metros de altitud. En el término municipal se encuentran los vértices geodésicos de Cueza I, a una altitud de 936 m s. n. m., y de Peregrina, a una altitud de 847 metros.

### Hidrografía

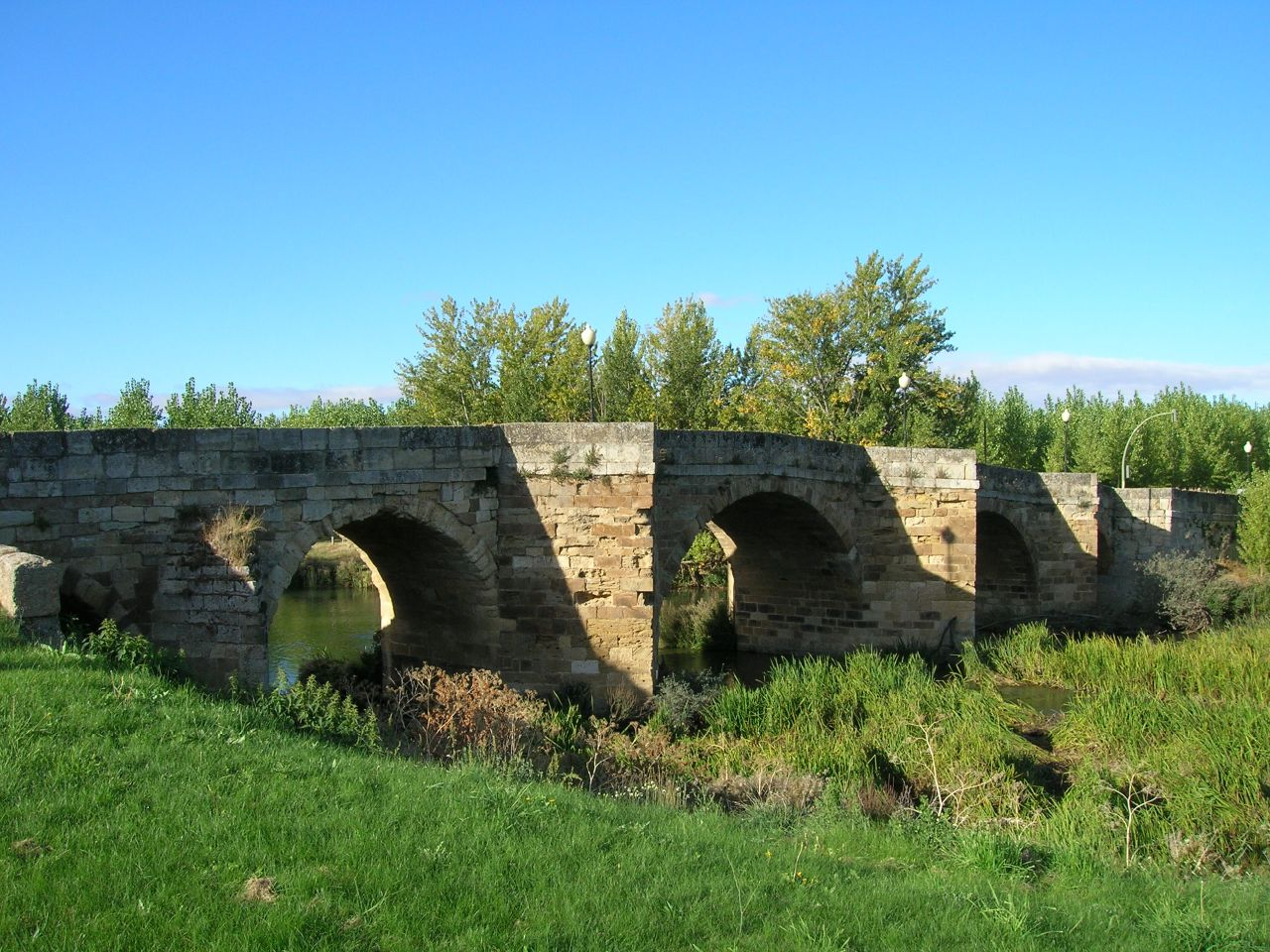
Puente de Sahagún sobre el río Cea, que bordea la villa

Sahagún se halla entre los ríos Valderaduey y Cea, siendo este el que más cerca discurre del núcleo urbano. También del Cea nace el canal Cea-Carrión, junto a la población de Galleguillos de Campos. Además de numerosos arroyos y canales -de los antiguos molinos- que atraviesan los terrenos del municipio, también discurren por este los ríos Sequillo y Cueza.

### Clima
El clima en Sahagún es un clima mediterráneo continentalizado, levemente alterado por la influencia de la Cordillera Cantábrica. Las precipitaciones, entre 400 y 700 mm, están repartidas, como es habitual en el clima mediterráneo, de forma irregular a lo largo del año, con mínimos en la época estival y máximos durante primavera y otoño. De media, se registran también dos días de granizo y quince de tormentas, la mayoría en los meses de junio y julio.
Las temperaturas medias anuales son moderadas, entre 10 y 12 °C, con importantes variaciones a lo largo del día. Llegan a ser medias negativas bastantes días en los meses invernales y superan los veinte grados en junio y julio. Los inviernos son fríos, con frecuentes heladas y días de niebla (debido a la proximidad de los dos ríos). La nieve hace acto de presencia una media de 10 días al año. Los veranos son calurosos y secos, suavizados por la altitud de la ciudad, que provoca unas mínimas frescas. Gracias a los datos de la estación meteorológica situada en Villadiego de Cea, a 23 kilómetros de distancia, los parámetros climáticos promedio aproximados del municipio son los siguientes:
| Parámetros climáticos promedio de Villadiego de Cea                                                                      | Parámetros climáticos promedio de Villadiego de Cea | Parámetros climáticos promedio de Villadiego de Cea | Parámetros climáticos promedio de Villadiego de Cea | Parámetros climáticos promedio de Villadiego de Cea | Parámetros climáticos promedio de Villadiego de Cea | Parámetros climáticos promedio de Villadiego de Cea | Parámetros climáticos promedio de Villadiego de Cea | Parámetros climáticos promedio de Villadiego de Cea | Parámetros climáticos promedio de Villadiego de Cea | Parámetros climáticos promedio de Villadiego de Cea | Parámetros climáticos promedio de Villadiego de Cea | Parámetros climáticos promedio de Villadiego de Cea | Parámetros climáticos promedio de Villadiego de Cea |
| Mes | Ene.                                                | Feb.                                                | Mar.                                                | Abr.                                                | May.                                                | Jun.                                                | Jul.                                                | Ago.                                                | Sep.                                                | Oct.                                                | Nov.                                                | Dic.                                                | Anual                                               |
| --- | --------------------------------------------------- | --------------------------------------------------- | --------------------------------------------------- | --------------------------------------------------- | --------------------------------------------------- | --------------------------------------------------- | --------------------------------------------------- | --------------------------------------------------- | --------------------------------------------------- | --------------------------------------------------- | --------------------------------------------------- | --------------------------------------------------- | --------------------------------------------------- |
| Temp. media (°C) | 3.4                                                 | 4.8                                                 | 7.8                                                 | 8.4                                                 | 12.9                                                | 16.2                                                | 19.4                                                | 19.9                                                | 15.8                                                | 11.0                                                | 6.7                                                 | 4.3                                                 | 10.9                                                |
| Precipitación total (mm)                                                                                                 | 69.80                                               | 58.10                                               | 37.50                                               | 58.50                                               | 70.60                                               | 46.40                                               | 28.40                                               | 24.80                                               | 41.20                                               | 69.80                                               | 66.30                                               | 65.40                                               | 636.8                                               |
| Fuente: Ministerio de Agricultura, Pesca y Alimentación. Datos de precipitación (1965-2003) y de temperatura (1987-2003) |                                                     |                                                     |                                                     |                                                     |                                                     |                                                     |                                                     |                                                     |                                                     |                                                     |                                                     |                                                     |                                                     |

## Naturaleza
Flora y fauna
El paisaje del municipio se caracteriza por su extensión agraria, configurando una llanura cultivada con pequeños reductos de bosque de encina y roble, a los que hay que sumar la vegetación de ribera (choperas) de los ríos Cea y Valderaduey, así como de numerosos arroyos.
Entre las aves observables están la cigüeña, lechuza, cuervo, golondrina, gavilán o azor, aunque entre todas ellas cabe destacar la presencia de la avutarda, incluida en la categoría de Vulnerable en España. Por último, nos podemos encontrar con ejemplares de jabalí, corzo, zorro y, quizás lo más reseñable, de lobo, aunque las de mayor presencia son la perdiz y la liebre.
Dos pequeñas porciones en el sur de su término municipal, concretamente en las cercanías de las localidades de Galleguillos de Campos y Arenillas de Valderaduey, están integradas dentro de la Zona de especial protección para las aves denominada La Nava - Campos Norte perteneciente a la Red Natura 2000.

## Historia

### Origen fundacional
Previa a su fundación medieval, en el entorno de Sahagún se situaría la mansio romana de Camala, en la Via I, que enlazaba Legio con Italia.
Su origen tuvo lugar a la sombra de un monasterio dedicado a los santos Facundo y Primitivo. Estos eran hijos de San Marcelo y Santa Nonia, y hermanos a su vez de otros diez santos mártires. Eran legionarios romanos convertidos al cristianismo y fueron perseguidos, martirizados y arrojados al río Cea. Los cristianos recogieron sus cuerpos y levantaron un primitivo santuario (Domnos Sanctos) consagrado a ambos, antes del siglo IX. Este fue destruido por los musulmanes en varias ocasiones, y, tras restaurarlo y crear el Monasterio Real de San Benito, el rey Alfonso III el Magno lo donó en el 872 a monjes provenientes de Córdoba, que revitalizaron la vida monástica.

### SigloXI

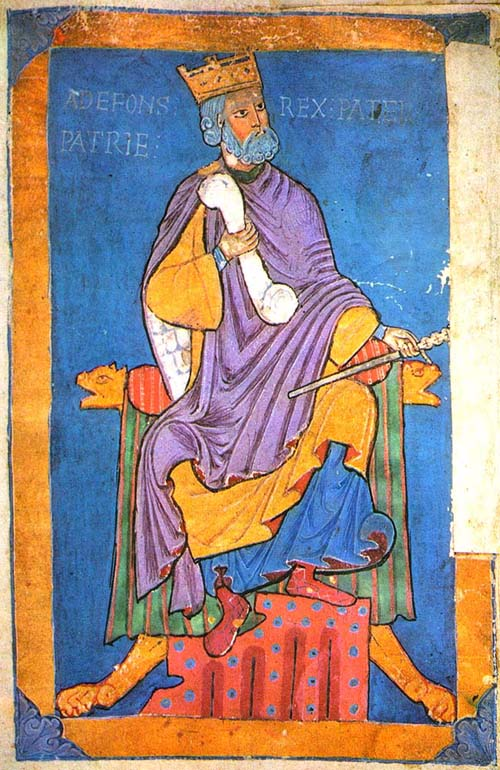
En 1085, Alfonso VI concedió un fuero a la entonces villa de San Facundo

El monasterio se consolidó en el siglo XI, especialmente durante el reinado de Alfonso VI.
Como resultado de su derrota ante su hermano mayor Sancho, Alfonso VI había sido obligado a vestir el hábito benedictino en el Monasterio, gracias a la intercesión de su hermana Urraca. Posteriormente, Alfonso VI escapó del Monasterio y se refugió en Toledo, en aquella época bajo el rey Al-Mu'tamid. Tras el asesinato de Sancho durante el sitio de Zamora donde residía Urraca, Alfonso consiguió ser rey de los tres reinos. Posteriormente, después de su matrimonio con la francesa Constanza de Borgoña, es posible que el rey Alfonso VI decidiese introducir el rito romano en la península (en lugar del hispánico), tal como lo proponía la entonces pujante Orden de Cluny, instaurándose plenamente este nuevo culto en 1081 con el abad Bernardo procedente de Francia, quien en 1086 fue nombrado por el papa arzobispo de Toledo, sede primada de Hispania.
El 25 de noviembre de 1085, Alfonso VI concedió un ventajoso fuero al Abad y a la villa, con leyes y exenciones a cuantos quisieran venir a poblar la nueva villa de San Facundo. Este hecho provocó un importante crecimiento del monasterio y de la villa; su importancia fue tal que se le ha llamado el «Cluny español», a cuya sombra se desarrolló uno de los burgos más destacados de la Baja Edad Media hispana.
La villa se convirtió en un importante foco cultural, donde convivían hombres de las más distintas razas y culturas, desde comerciantes francos y de otras nacionalidades hasta mudéjares y judíos. En determinados momentos, la tensión entre los distintos grupos sociales, como burgueses y artesanos, originó situaciones conflictivas. Las revueltas de los burgueses facundinos contra el abusivo poder abacial son, junto a las de Santiago de Compostela, paradigma en el Reino de León, tanto por su importancia como por el conocimiento que se tiene de ellas.

### SigloXII
El siglo XII significó el apogeo tanto de la villa como del monasterio. Algunos de los hechos más destacados de estos años están recogidos en las llamadas Crónicas Anónimas, la primera de las cuales comprende desde el momento fundacional hasta 1117 y la segunda narra las rebeliones burguesas acaecidas entre 1237 y 1255.
Entre los hitos más importantes que relatan están la concesión a los burgueses, por parte del Abad Don Diego (1087-1110), de un privilegio por el cual les permitía levantar un recinto amurallado en la villa, y el derecho a acuñar moneda, al menos desde 1116.

Ayuntáronse de todas partes del uniberso burgueses de muchos e diversos oficios, conbiene saver: herreros, carpinteros, xastres, pelliteros, zapateros, escultores, e omes enseñados en muchas e dibersas artes e oficios, e otrosí personas de diversas e estrañas provincias e reinos, conbiene a saber: gascones, bretones, alemanes, ingleses, borgoñeses, normandos, tolosanos, provinciales, lonbardos, e muchos otros negociadores de diversas naciones e estrañas lenguas. E así el Rey Don Alfonso, pobló e fizo la villa non pequeña.
Primera Crónica Anónima de Sahagún

### SigloXIIIen adelante

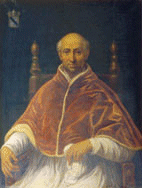
Clemente VI concedió al monasterio de Sahagún tener su propia universidad

Con el tiempo, la importancia del monasterio fue en aumento, llegando a extender su jurisdicción sobre casi un centenar de monasterios, conventos e iglesias, desde el Cantábrico hasta la provincia de Segovia.
Por otra parte, gracias a Clemente VI, en 1347 le fue concedido el poder poseer su propia universidad. Sahagún tuvo un colegio universitario (a veces confundido con Universidad) por bula de Benedicto XIII de 30 de agosto de 1403. La Universidad como tal fue creada por bula papal de 6 de mayo de 1534 de Clemente VII, con facultades de Artes liberales, Teología, Derecho canónico y una cátedra de música, aunque por obras, no funcionó hasta la década de 1570. El 2 de diciembre de 1616 se trasladó al monasterio benedictino Santa María la Real de Irache (Navarra), por bula de Paulo V de 7 de diciembre de 1615. Su importancia fue tal que incluso intercambió honores con la Universidad de Salamanca y suministró catedráticos a la Universidad de Alcalá.

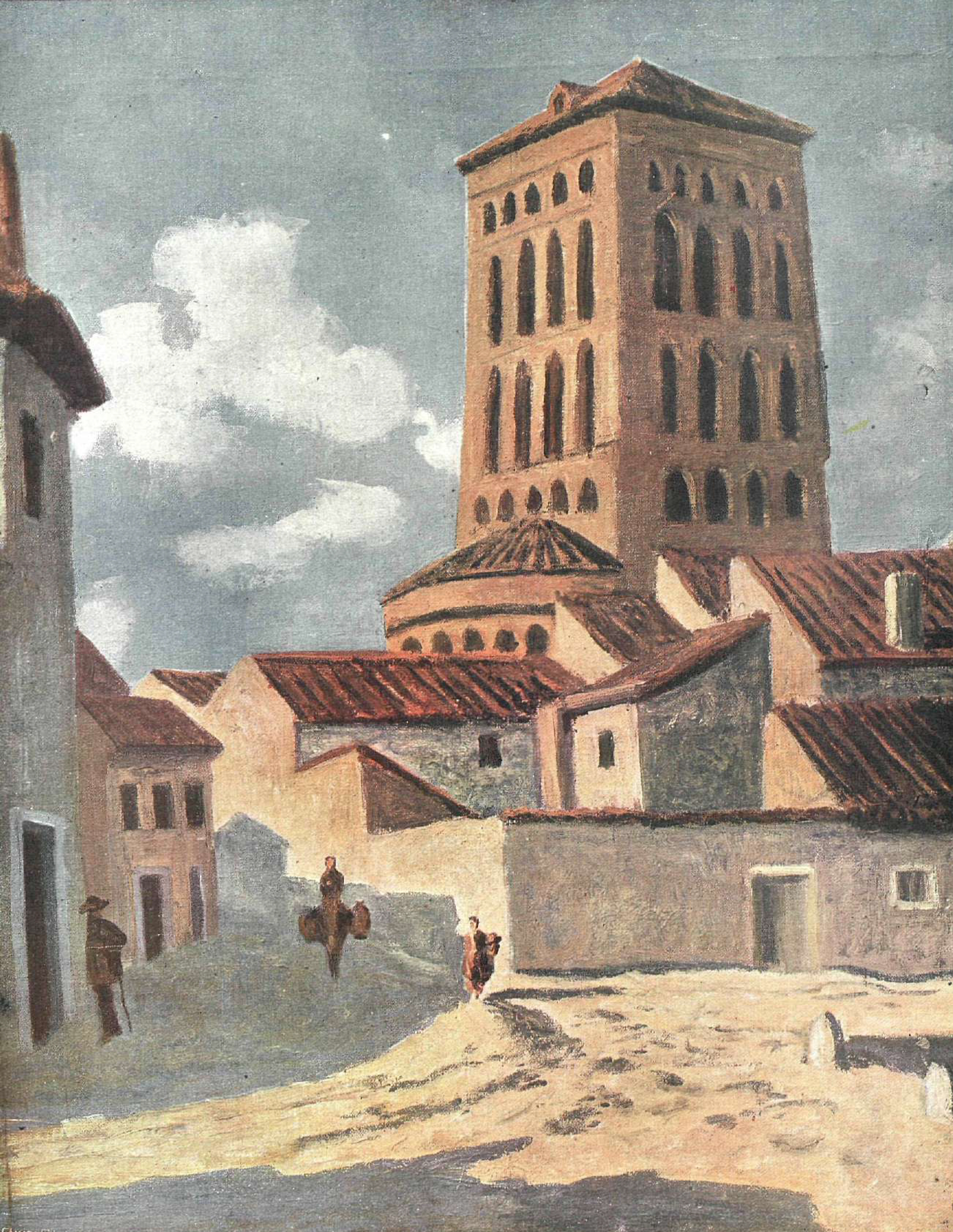
Una calle de Sahagún, de Darío de Regoyos.

El número inicial de sus habitantes no bajó de 8000. Se dijo villa, y no ciudad, por ser señorío no episcopal, aunque tan solo a 50 años de su carta poblacional se le calculan 12 000 habitantes.
Con el paso de los siglos, la decadencia de Sahagún y de su monasterio fue progresiva, lo cual se vio acentuado con la desamortización de Mendizábal, que prácticamente terminó con el espíritu religioso de la villa desde los tiempos de Alfonso VI.
En 1808, durante la Guerra de la Independencia, tuvo lugar en las cercanías de la población la batalla de Sahagún, que enfrentó a la caballería británica y la francesa, siendo la victoria final para los primeros. En 2008 se conmemoró el segundo centenario de dicha batalla mediante una recreación simbólica hecha por figurantes.
Ya en el siglo XX, Sahagún fue la segunda localidad en proclamar la Segunda República en la madrugada del 13 al 14 de abril de 1931, motivo por el cual le fue concedido el título de «Muy Ejemplar Ciudad» por parte del gobierno republicano.

## Demografía

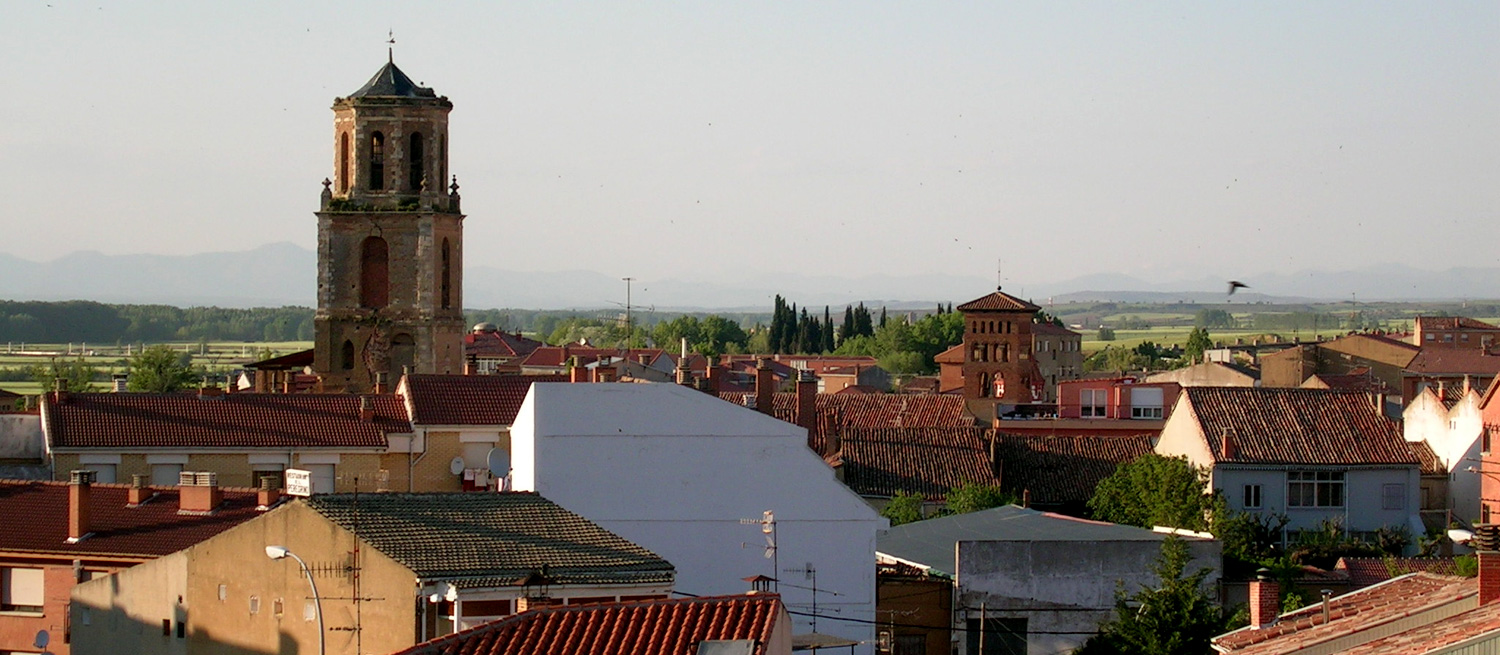
Vista panorámica de Sahagún donde se ve la Torre del Reloj, resto del Monasterio Real de San Benito

Cuenta con una población de 2398 habitantes (INE 2024). La población se encuentra en un descenso continuado como consecuencia del envejecimiento de la población, la escasez de nacimientos y de la emigración de la población hacia zonas más dinámicas.
Evolución de la población
| Gráfica de evolución demográfica de Sahagún entre 1842 y 2021 |
| |
| Población de derecho según los censos de población del INE Población de hecho según los censos de población del INE Entre el censo de 1857 y el anterior disminuye el término del municipio porque independiza a Joara Entre el censo de 1981 y el anterior crece el término del municipio porque incorpora a Galleguillos de Campos y Joara |

Distribución de la población
Las entidades de población que componen el término municipal de Sahagún son las siguientes:
| Entidad de Población | Coordenadas                               | Pob. (2019) | Mapa |
| --- | ----------------------------------------- | ----------- | --- |
| Sahagún | 42°22′16″N 5°01′59″O / 42.37111, -5.03306 | 2146        | \| Sahagún Arenillas de Valderaduey Celada de Cea Galleguillos de Campos Joara Riosequillo San Martín de la Cueza San Pedro de las Dueñas Sotillo de Cea Villalebrín Villalmán \| |
| Arenillas de Valderaduey | 42°16′43″N 5°03′33″O / 42.27861, -5.05917 | 44          | \| Sahagún Arenillas de Valderaduey Celada de Cea Galleguillos de Campos Joara Riosequillo San Martín de la Cueza San Pedro de las Dueñas Sotillo de Cea Villalebrín Villalmán \| |
| Celada de Cea | 42°25′39″N 4°56′49″O / 42.42750, -4.94694 | 24          | \| Sahagún Arenillas de Valderaduey Celada de Cea Galleguillos de Campos Joara Riosequillo San Martín de la Cueza San Pedro de las Dueñas Sotillo de Cea Villalebrín Villalmán \| |
| Galleguillos de Campos | 42°18′15″N 5°03′56″O / 42.30417, -5.06556 | 88          | \| Sahagún Arenillas de Valderaduey Celada de Cea Galleguillos de Campos Joara Riosequillo San Martín de la Cueza San Pedro de las Dueñas Sotillo de Cea Villalebrín Villalmán \| |
| Joara | 42°25′26″N 4°58′07″O / 42.42389, -4.96861 | 26          | \| Sahagún Arenillas de Valderaduey Celada de Cea Galleguillos de Campos Joara Riosequillo San Martín de la Cueza San Pedro de las Dueñas Sotillo de Cea Villalebrín Villalmán \| |
| Riosequillo | 42°23′34″N 4°57′08″O / 42.39278, -4.95222 | 9           | \| Sahagún Arenillas de Valderaduey Celada de Cea Galleguillos de Campos Joara Riosequillo San Martín de la Cueza San Pedro de las Dueñas Sotillo de Cea Villalebrín Villalmán \| |
| San Martín de la Cueza | 42°24′07″N 4°55′23″O / 42.40194, -4.92306 | 45          | \| Sahagún Arenillas de Valderaduey Celada de Cea Galleguillos de Campos Joara Riosequillo San Martín de la Cueza San Pedro de las Dueñas Sotillo de Cea Villalebrín Villalmán \| |
| San Pedro de las Dueñas | 42°19′52″N 5°03′02″O / 42.33111, -5.05056 | 61          | \| Sahagún Arenillas de Valderaduey Celada de Cea Galleguillos de Campos Joara Riosequillo San Martín de la Cueza San Pedro de las Dueñas Sotillo de Cea Villalebrín Villalmán \| |
| Sotillo de Cea | 42°25′54″N 4°58′21″O / 42.43167, -4.97250 | 25          | \| Sahagún Arenillas de Valderaduey Celada de Cea Galleguillos de Campos Joara Riosequillo San Martín de la Cueza San Pedro de las Dueñas Sotillo de Cea Villalebrín Villalmán \| |
| Villalebrín | 42°23′40″N 4°58′51″O / 42.39444, -4.98083 | 22          | \| Sahagún Arenillas de Valderaduey Celada de Cea Galleguillos de Campos Joara Riosequillo San Martín de la Cueza San Pedro de las Dueñas Sotillo de Cea Villalebrín Villalmán \| |
| Villalmán | 42°24′35″N 4°59′10″O / 42.40972, -4.98611 | 3           | \| Sahagún Arenillas de Valderaduey Celada de Cea Galleguillos de Campos Joara Riosequillo San Martín de la Cueza San Pedro de las Dueñas Sotillo de Cea Villalebrín Villalmán \| |
| Total |                                           | 2493        | \| Sahagún Arenillas de Valderaduey Celada de Cea Galleguillos de Campos Joara Riosequillo San Martín de la Cueza San Pedro de las Dueñas Sotillo de Cea Villalebrín Villalmán \| |
| Fuente: INE, 2019 |                                           |             | \| Sahagún Arenillas de Valderaduey Celada de Cea Galleguillos de Campos Joara Riosequillo San Martín de la Cueza San Pedro de las Dueñas Sotillo de Cea Villalebrín Villalmán \| |
| Sahagún Arenillas de Valderaduey Celada de Cea Galleguillos de Campos Joara Riosequillo San Martín de la Cueza San Pedro de las Dueñas Sotillo de Cea Villalebrín Villalmán |                                           |             | |

Movimiento migratorio
En cuanto al colectivo inmigrante, según el padrón municipal de 2019 del INE, en Sahagún residían 171 personas procedentes de otros países. Las nacionalidades más numerosas eran la búlgara (64), la marroquí (23), la portuguesa (11) y la dominicana (10).

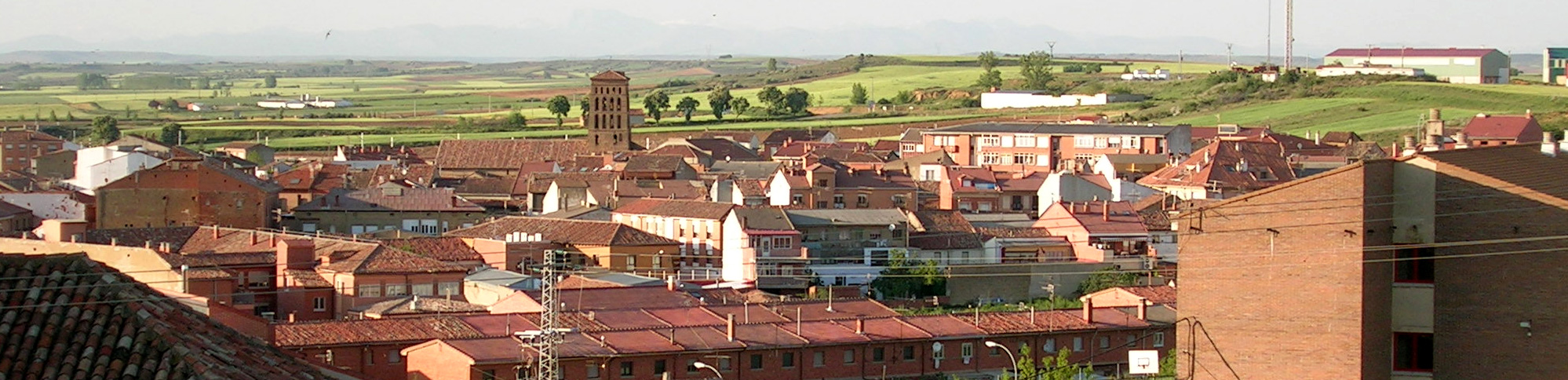
Panorámica de Sahagún en la que se aprecia la torre de la iglesia de San Lorenzo, vista desde la antigua iglesia de la Peregrina

## Transporte y comunicaciones
Red viaria

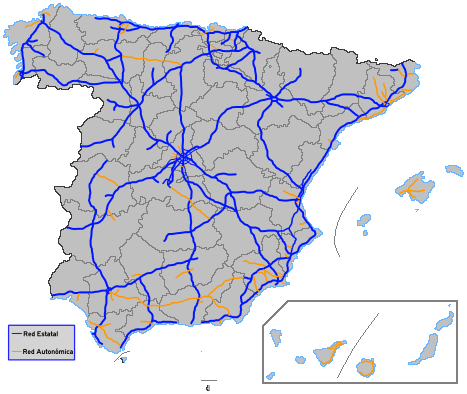
Sahagún está conectada a la red de carreteras de alta capacidad

Dentro de la red de carreteras, Sahagún cuenta con las siguientes conexiones:
| Identificador | Denominación               | Itinerario                              |
| ------------- | -------------------------- | --------------------------------------- |
| A-231         | Autovía Camino de Santiago | Discurre entre León y Burgos            |
| N-120         | Carretera nacional         | Enlaza Logroño y Vigo                   |
| CL-613        | Carretera autonómica       | Comunica con Palencia                   |
| LE-232        | Carretera provincial       | Comunica con Puente Almuhey / Cistierna |
| LE-941        | Carretera provincial       | Comunica con Mayorga                    |
| LE-251        | Carretera provincial       | Comunica con Renedo de Valderaduey      |

Autobús
| Línea                   | Compañía                 | Ruta                                                                                                  |
| ----------------------- | ------------------------ | --- |
| León - Santurce         | Enatcar                  | León - Sahagún - Saldaña - Carrión de los Condes - Burgos - Bilbao - Santurce / Éibar / San Sebastián |
| Santurce - León         | Enatcar                  | Santurce / Éibar - Bilbao - Burgos - Carrión de los Condes - Saldaña - Sahagún - León                 |
| Prioro - León           | Empresa Fernández        | Prioro - Almanza - Cea - Sahagún - El Burgo Ranero - Mansilla de las Mulas - León                     |
| León - Prioro           | Empresa Fernández        | León - Mansilla de las Mulas - El Burgo Ranero - Sahagún - Cea - Almanza - Prioro                     |
| Sahagún - León          | Abel                     | Sahagún - Gordaliza del Pino - Mansilla de las Mulas - León                                           |
| León - Sahagún          | Abel                     | León - Mansilla de las Mulas - Gordaliza del Pino - Sahagún                                           |
| Sahagún - Valladolid    | Linecar                  | Sahagún - Valladolid - Zaragoza                                                                       |
| Transporte a la demanda | Junta de Castilla y León | Sahagún - Renedo de Valderaduey / Joarilla de las Matas / Cea / Gordaliza del Pino                    |

Ferrocarril
Sahagún tiene servicio ferroviario mediante la estación de Sahagún, gestionada por Adif, encontrándose en la línea Palencia-La Coruña. Algunas de las conexiones que mantiene, a través de la compañía RENFE, son las siguientes:
| Línea                 | Ruta                                                          | Tipo de Tren                                                   |
| --------------------- | ------------------------------------------------------------- | -------------------------------------------------------------- |
| Madrid - León - Gijón | Madrid - Segovia/Ávila - Valladolid - Palencia - León - Gijón | Alvia (con enlace), Regional, Regional Exprés, Media Distancia |

Transporte aéreo
El aeropuerto de León, que entró en servicio en 1999, es el único aeropuerto ubicado en la provincia y el más cercano al municipio, encontrándose entre Valverde de la Virgen y San Andrés del Rabanedo. Asimismo, las otras opciones más cercanas para el transporte aéreo son los aeropuertos de Valladolid y Asturias.

## Economía

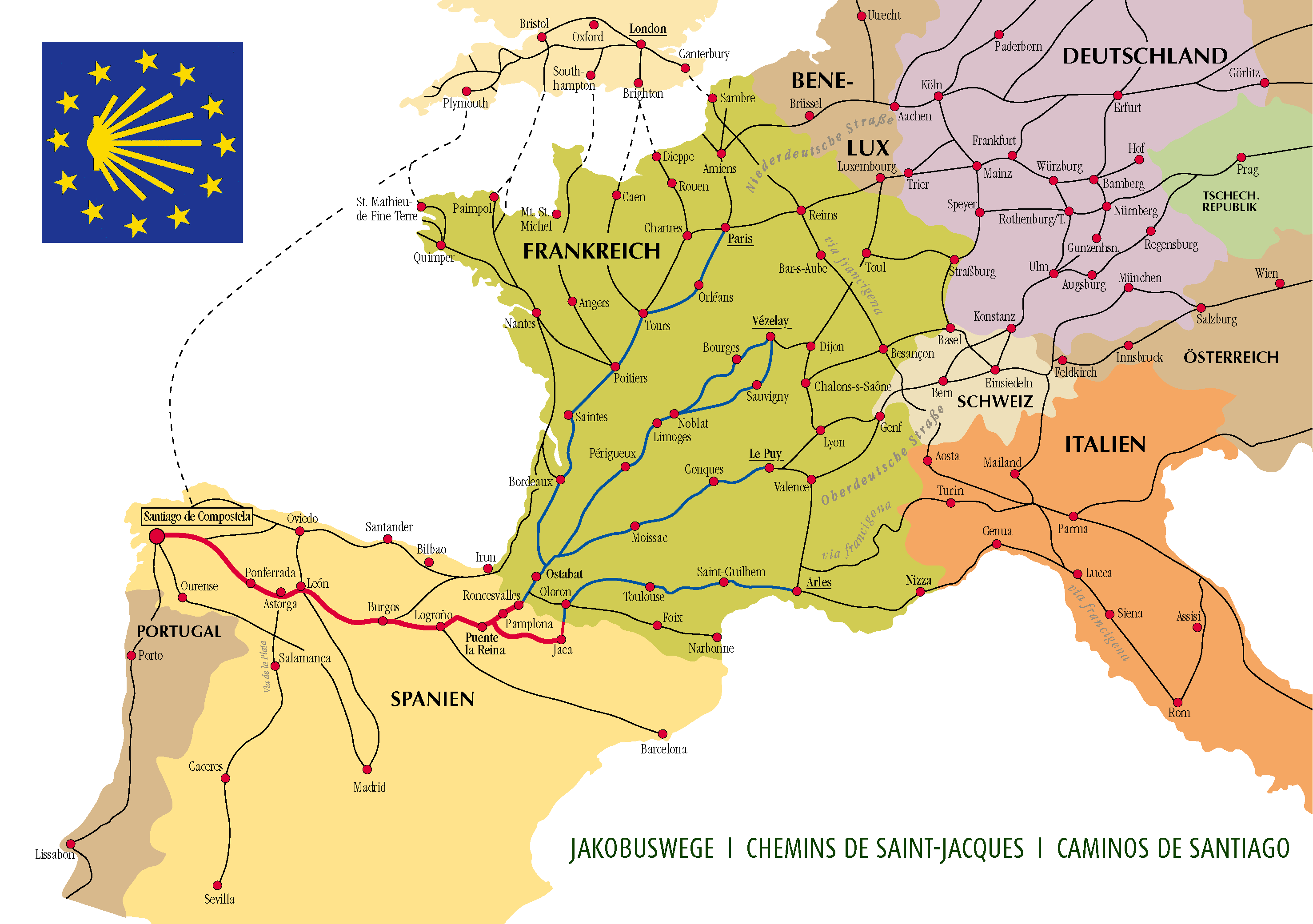
El camino de Santiago ha potenciado tradicionalmente el turismo en la villa

El sector primario siempre ha tenido un peso especial en la economía de la villa. La tradición, la riqueza de la vega del Cea y de los terrenos circundantes ha provocado que todavía más de la décima parte de los trabajadores de la villa se inscriban en este sector, por el contrario, las empresas del sector primario apenas suponen un 5 %. Los cultivos mayoritarios son los cerealistas, aunque también se utiliza gran parte de las riberas del Cea para la silvicultura, con la plantación intensiva de chopos. La ganadería se centra sobre todo en la cabaña ovina. La viticultura, en franco declive desde hace décadas, se ve beneficiada de la inclusión del municipio en la zona de la Denominación de Origen Tierra de León. A nivel agrario, Sahagún se encuadra en la comarca agraria de su mismo nombre.
El sector secundario es testimonial en Sahagún, situación provocada sin duda por la carencia de una red de comunicaciones eficaz hasta la inauguración en 2003 de la autovía Camino de Santiago y por la escasa capacidad emprendedora de sus habitantes, no obstante en el pasado el sector tuvo mayor importancia, pues se encontraban presentes en Sahagún dos fábricas de harinas con sus respectivos molinos harineros, bodegas cooperativas que desaparecieron con el arranque de las viñas (alentado por las primas para el descepe de los Híbridos Productores Directos) varias empresas cerámicas, una fábrica de galletas, un alambique y hasta una papelera llamada Celulosas de Castilla S.A. (Cecasa), además de una empresa maderera y una gran fábrica de curtidos fundada en 1804. En el siglo XXI, el sector industrial apenas ocupa a la décima parte de los trabajadores, con idéntica proporción en el número de empresas.
La construcción proporciona trabajo al mismo número de personas que la industria por sí sola y representa también la décima parte de sus empresas. La construcción de viviendas en Sahagún se concentra en torno a la entrada a la villa por la CL-613 y en los solares surgidos de la demolición de viejos inmuebles en el centro urbano.
El sector servicios es sin lugar a dudas el sector que sostiene la economía de la villa. Su condición de centro de servicios de la comarca confiere a Sahagún una oferta comercial superior a la que sería adecuada para su tamaño real. El desarrollo turístico de la villa también influye en el tamaño del sector servicios, ya que además de tener un gran patrimonio monumental, fruto de su esplendoroso pasado, se encuentra enclavada en pleno Camino de Santiago, siendo la primera villa leonesa del camino después de cruzar tierras castellanas.

## Política y administración

### Administraciones públicas
Administración municipal

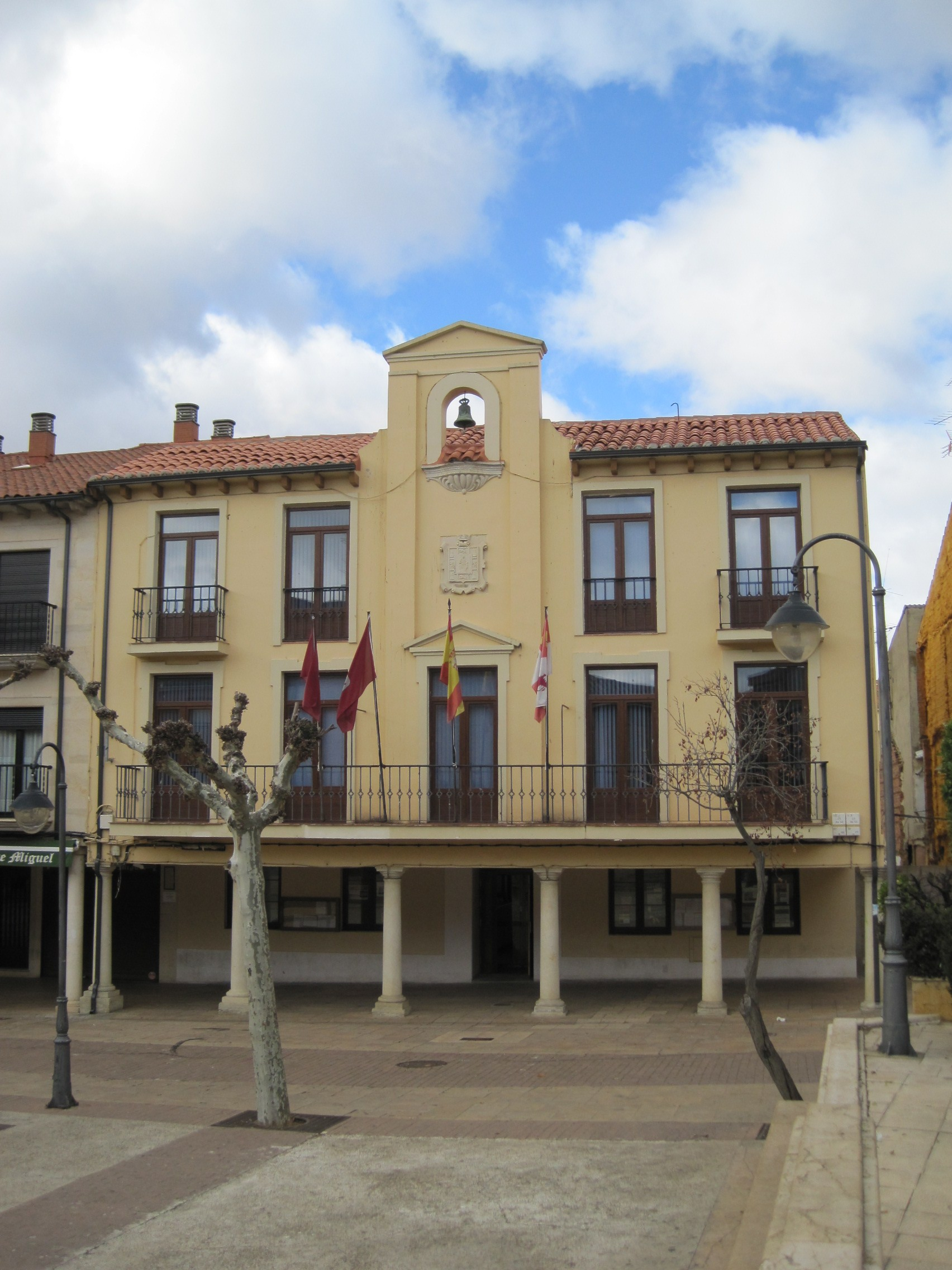
Casa consistorial

La administración política del municipio se realiza a través de un ayuntamiento de gestión democrática, cuyos componentes se eligen cada cuatro años por sufragio universal. El censo electoral está compuesto por todos los residentes empadronados en Sahagún, mayores de 18 años y con nacionalidad de cualquiera de los países miembros de la Unión Europea. Según lo dispuesto en la Ley del Régimen Electoral General, que establece el número de concejales elegibles en función de la población del municipio, la corporación municipal está formada por 11 ediles.
Administración judicial
Sahagún es cabeza del partido judicial número 1 de la provincia de León, cuya demarcación comprende a la villa además de otras poblaciones limítrofes.

### Gobierno municipal
Las primeras elecciones municipales tras la reinstauración de la democracia en España se celebraron en 1979 y desde entonces han gobernado la ciudad principalmente el Partido Socialista Obrero Español y el Partido Popular. En ese año accedió al poder la Unión de Centro Democrático (UCD) de la mano de Domingo Rebollo, y este mismo, bajo las siglas del Partido Demócrata Liberal, continuó en el cargo hasta 1987. Tras las elecciones de ese año, la alcaldía quedó en manos de Virgilio Buiza (UPL). En 1991 volvió al poder Domingo Rebollo pero a los tres meses de mandato fue investido el socialista Alberto Gordo, que gobernó hasta 1995.
En las elecciones de 1995 y 1999 el Partido Popular obtuvo la mayoría absoluta y la alcaldía estuvo en manos de Marino Rodríguez. En 2003 esa mayoría pasó al PSOE, con José Manuel Lora a la cabeza. Tras las elecciones de 2007, la Unión del Pueblo Leonés repitió como tercera fuerza política y fue clave en la formación del nuevo gobierno, esta vez del Partido Popular, con Emilio Redondo como alcalde, quien gobernó hasta 2015. Tras las elecciones de ese año, un pacto entre Unión del Pueblo Leonés, Unión, Progreso y Democracia y PSOE facilitó el acceso de este último a la alcaldía, con Lisandro García de la Viuda a la cabeza. En 2019, el Partido Popular recuperó el gobierno municipal de la mano de Paula Conde.
| Partido político | 1979    | 1979       | 1983    | 1983       | 1987    | 1987       | 1991    | 1991       | 1995    | 1995       | 1999    | 1999       |
| Partido político | % votos | concejales | % votos | concejales | % votos | concejales | % votos | concejales | % votos | concejales | % votos | concejales |
| PP               | -       | -          | 30,7    | 3          | 29,25   | 3          | 40,39   | 5          | 46,78   | 6          | 48,6    | 6          |
| PSOE             | -       | -          | 34,72   | 4          | 29,82   | 4          | 35,8    | 4          | 41,57   | 5          | 40,28   | 5          |
| UCD              | 59,68   | 7          | -       | -          | -       | -          | -       | -          | -       | -          | -       | -          |
| CD               | 28,36   | 3          | -       | -          | -       | -          | -       | -          | -       | -          | -       | -          |
| AECL             | 11,96   | 1          | -       | -          | -       | -          | -       | -          | -       | -          | -       | -          |
| PDL              | -       | -          | 34,58   | 4          | -       | -          | 19,12   | 0          | -       | -          | -       | -          |
| PDP              | -       | -          | -       | -          | 32,05   | 4          | -       | -          | -       | -          | -       | -          |
| CDS              | -       | -          | -       | -          | 7,26    | 0          | 13,67   | 1          | -       | -          | 3       | 0          |
| Independientes   | -       | -          | -       | -          | -       | -          | 7,58    | 1          | 4,15    | 0          | -       | -          |
| UPL              | -       | -          | -       | -          | -       | -          | -       | -          | 4,85    | 0          | 5,23    | 0          |

| Partido político | 2003    | 2003       | 2007    | 2007       | 2011    | 2011       | 2015    | 2015       | 2019    | 2019       |
| Partido político | % votos | concejales | % votos | concejales | % votos | concejales | % votos | concejales | % votos | concejales |
| PP               | 40,93   | 5          | 44,53   | 5          | 48,79   | 6          | 40,73   | 5          | 39,95   | 5          |
| PSOE             | 55,91   | 6          | 27,32   | 3          | 23,81   | 3          | 21,36   | 3          | 26,57   | 3          |
| UPyD             | -       | -          | -       | -          | 9,83    | 1          | 16,38   | 2          | -       | -          |
| UPL              | 1,37    | 0          | 26,02   | 3          | 9,6     | 1          | 10,74   | 1          | 15,13   | 1          |
| Cs               | -       | -          | -       | -          | -       | -          | 6,12    | 0          | 9,63    | 1          |
| UPS              | -       | -          | -       | -          | -       | -          | -       | -          | 7,63    | 1          |
| IU CYL           | -       | -          | -       | -          | 2,02    | 0          | 2,88    | 0          | -       | -          |
| MASS             | -       | -          | -       | -          | 3,09    | 0          | -       | -          | -       | -          |

Alcaldía

Hay registros de alcaldes anteriores a 1979 como Benito Pamparacuatro, el cual fue el segundo alcalde español en proclamar la Segunda República; de ideas socialistas, inició numerosas reformas para mejorar las condiciones de la clase trabajadora local, y fue ajusticiado por falangistas en los albores de la Guerra Civil. Durante la dictadura franquista destaca Eusebio González Mayorga, alcalde durante nueve años que realizó numerosas e importantes obras públicas. También está documentado Juan Antonio del Corral y de Mier, alcalde entre 1854 y 1856, de ideas progresistas fue una importante figura política en su tiempo llegando a ser diputado en Cortes.
| Periodo   | Nombre del alcalde          | Partido político |
| --------- | --------------------------- | ---------------- |
| 1979-1983 | Domingo Rebollo             | UCD              |
| 1983-1987 | Domingo Rebollo             | PDL              |
| 1987-1991 | Virgilio Buiza              | UPL              |
| 1991      | Domingo Rebollo             | PP               |
| 1991-1995 | Alberto Gordo               | PSOE             |
| 1995-2003 | Marino Rodríguez            | PP               |
| 2003-2007 | José Manuel Lora            | PSOE             |
| 2007-2015 | Emilio Redondo              | PP               |
| 2015-2019 | Lisandro García de la Viuda | PSOE             |
| 2019-     | Paula Conde Huerta          | PP               |

Áreas de gobierno
La gestión ejecutiva municipal está organizada en distintas áreas al frente de las cuales hay un concejal del equipo de gobierno. Las áreas de gestión del Ayuntamiento, durante la legislatura 2019-2023 son las siguientes:
- Concejalía de Cuentas, Sanidad y Bienestar Social
- Concejalía de Personal y Mantenimiento.
- Concejalía de Patrimonio y Educación.
- Concejalía de Entidades Locales Menores, Obras y Urbanismo, Industria y Mercado.
- Concejalía de Fiestas, Ferias, Deportes y Asociacionismo.
- Concejalía de Cultura y Turismo.

División administrativa
En el municipio, además de la cabecera, se encuentran las poblaciones de Arenillas de Valderaduey, Celada de Cea, Galleguillos de Campos, Joara, Riosequillo, San Martín de la Cueza, San Pedro de las Dueñas, Sotillo de Cea, Villalebrín y Villalmán.

## Equipamientos y servicios
Educación

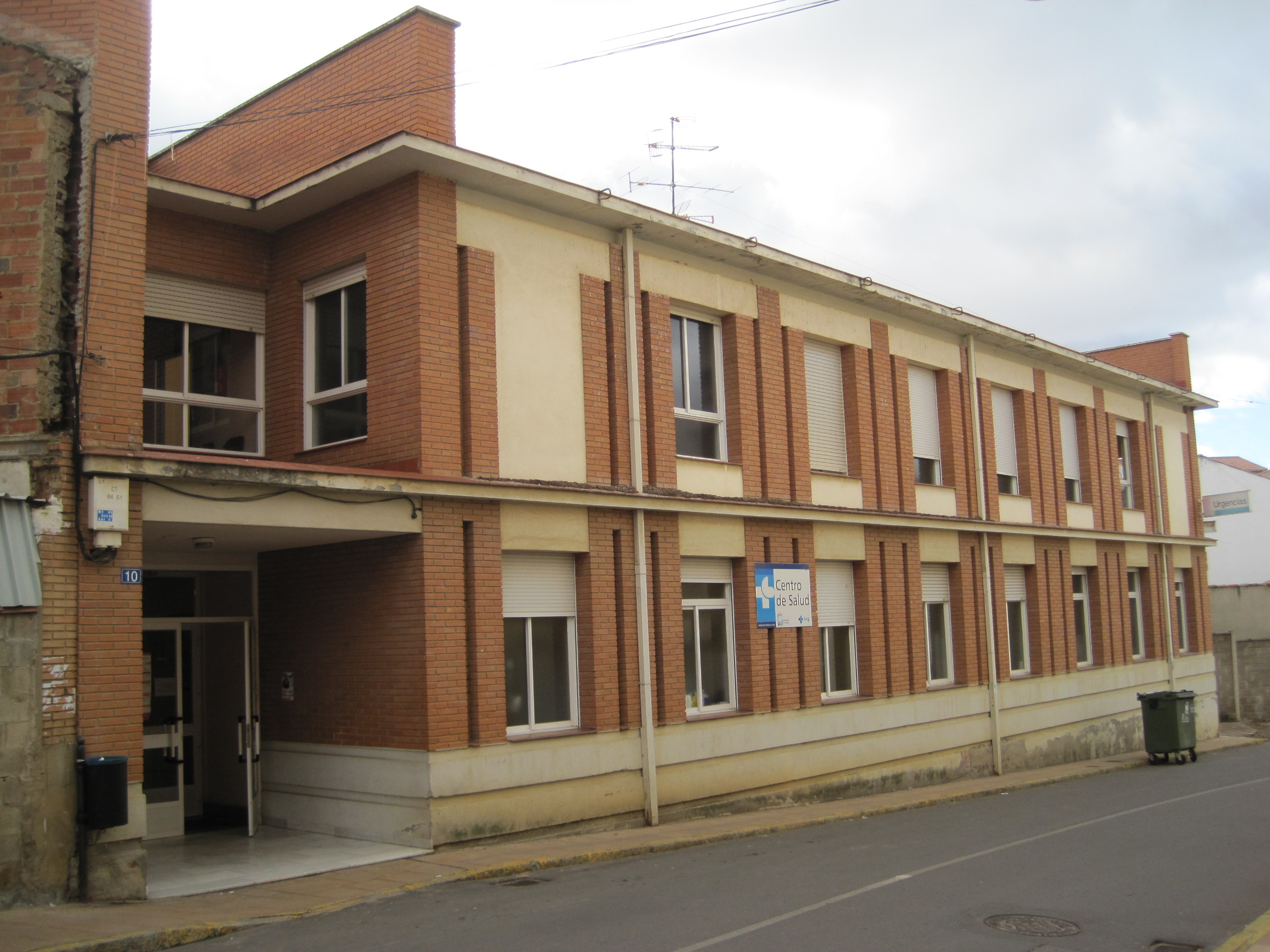
Centro de salud

La villa de Sahagún cuenta con varios centros de enseñanzas no universitarias. De carácter público, cuenta con un centro de educación infantil y primaria y un instituto de educación secundaria. En este se imparten Educación Secundaria Obligatoria, Bachillerato y Formación Profesional Básica de Cocina y Restauración.
En cuanto a las enseñanzas de régimen especial, Sahagún cuenta con una escuela municipal de música y un Centro de Educación de Personas Adultas (CEPA). Intermitentemente se ofertan también cursos en la Escuela Taller.
Sanidad
Sahagún no dispone de hospital propio, por lo que sus habitantes han de acudir a los centros hospitalarios de la capital leonesa. Cuenta con un centro de salud de atención primaria, con servicio de guardia 24 horas, en el cual se centraliza la asistencia a la población de la zona básica de salud Sahagún, la cual engloba, además de Sahagún, los municipios de Bercianos del Real Camino, Calzada del Coto, Castrotierra de Valmadrigal, Cea, Escobar de Campos, Gordaliza del Pino, Grajal de Campos, Joarilla de las Matas, Santa María del Monte de Cea, Vallecillo, Villamartín de Don Sancho, Villamol, Villaselán y Villazanzo de Valderaduey. Además cuenta con un puesto de la Cruz Roja Española (Juventud) y tres farmacias, complementado con un servicio de ambulancias y UVI móvil.

## Cultura

### Patrimonio histórico-artístico

#### Iglesia de San Lorenzo

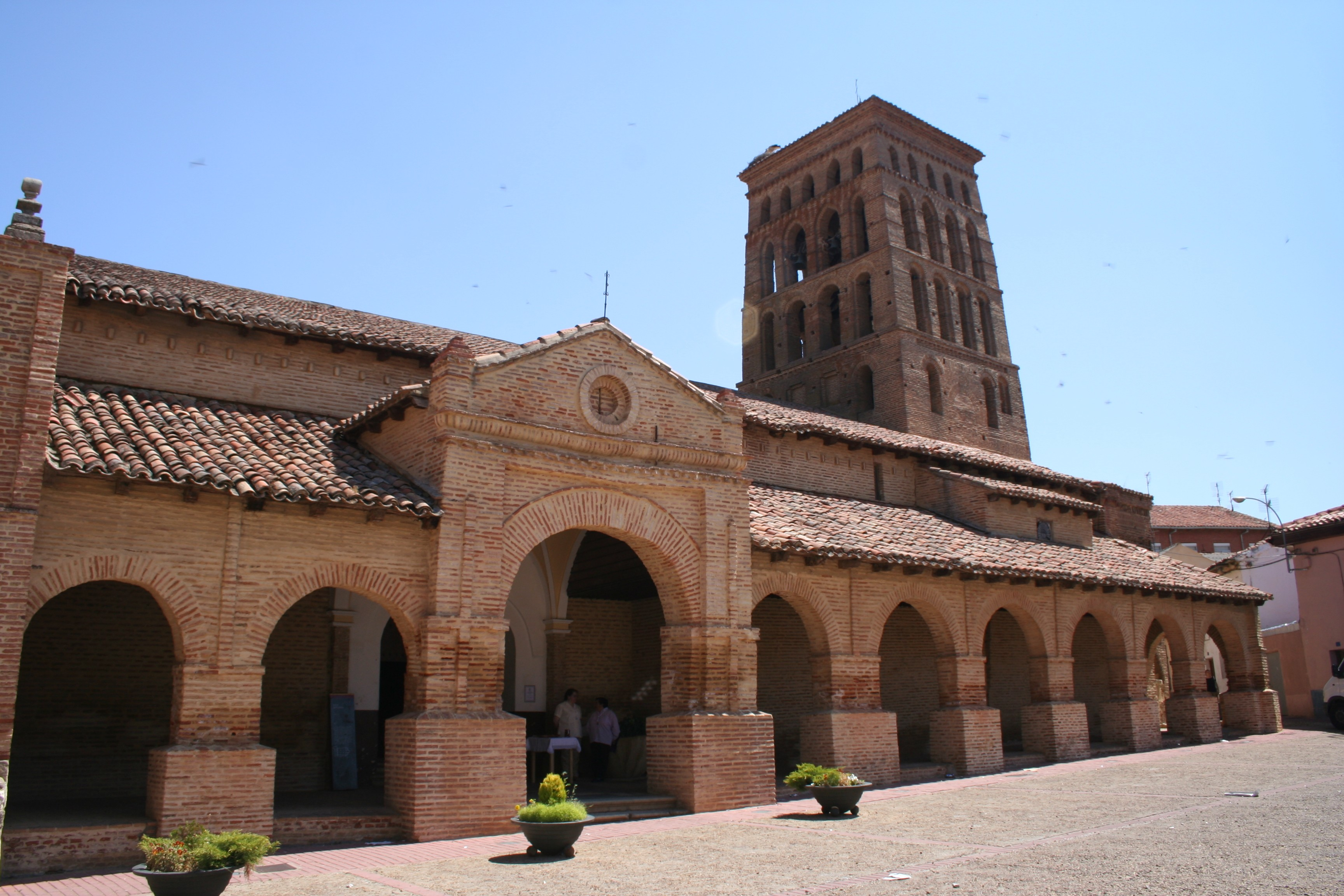
Vista lateral de la iglesia de San Lorenzo en 2006

Parroquia de la villa, se trata de una iglesia de estilo románico mudéjar, construida enteramente en ladrillo, y datada en el siglo XIII. Su planta es basilical, de tres naves, con cabecera tripartita decorada con arquerías de herradura. La torre, situada sobre el ábside, data del siglo XIV, y presenta cuatro cuerpos; el inferior tiene arco ciegos, los dos siguientes cuatro vanos con arcos doblados y el superior cinco vanos. Muy similar a la que encontramos en Villapeceñil. Anexa a la iglesia se encuentra la capilla de Jesús, en la que se guardan los pasos procesionales que desfilan en Semana Santa. En 2011, el mal estado de conservación de la iglesia llevó a la asociación Hispania Nostra a incluirla en la lista roja de patrimonio en peligro.

#### Iglesia de San Tirso

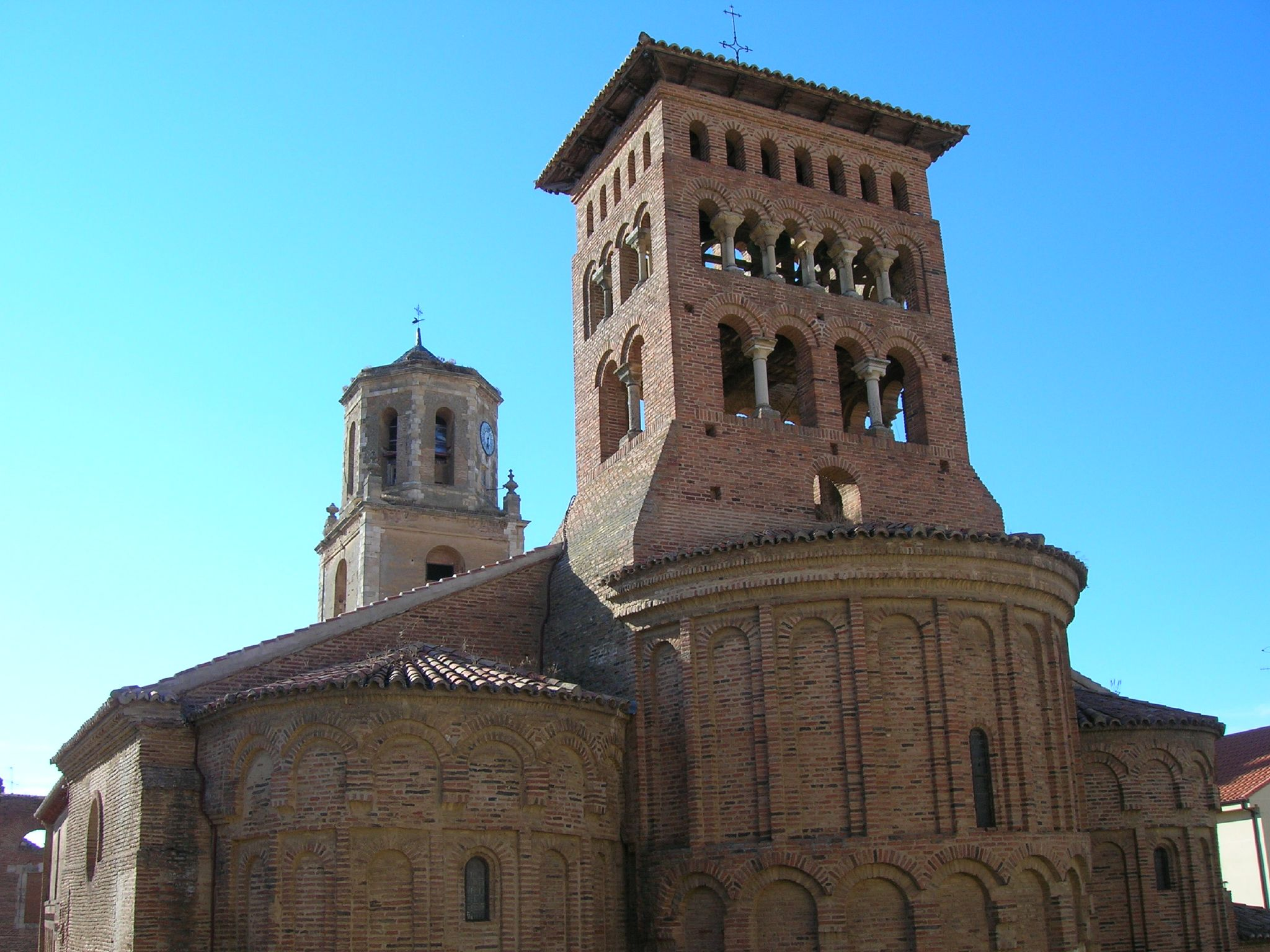
Cabecera de la iglesia de San Tirso

De estilo románico mudéjar, su construcción tuvo lugar en el siglo XII, utilizando la piedra en el ábside central para después utilizar el ladrillo. Los ábsides laterales se levantaron ya completamente en ladrillo. La torre, de planta rectangular, se levanta sobre el crucero, presentando cuatro cuerpos con arquerías de herradura y apuntadas. En su interior presenta tres naves con cubierta de madera. Está considerada el prototipo de las obras mudéjares del foco artístico de Sahagún.

#### Santuario de la Peregrina

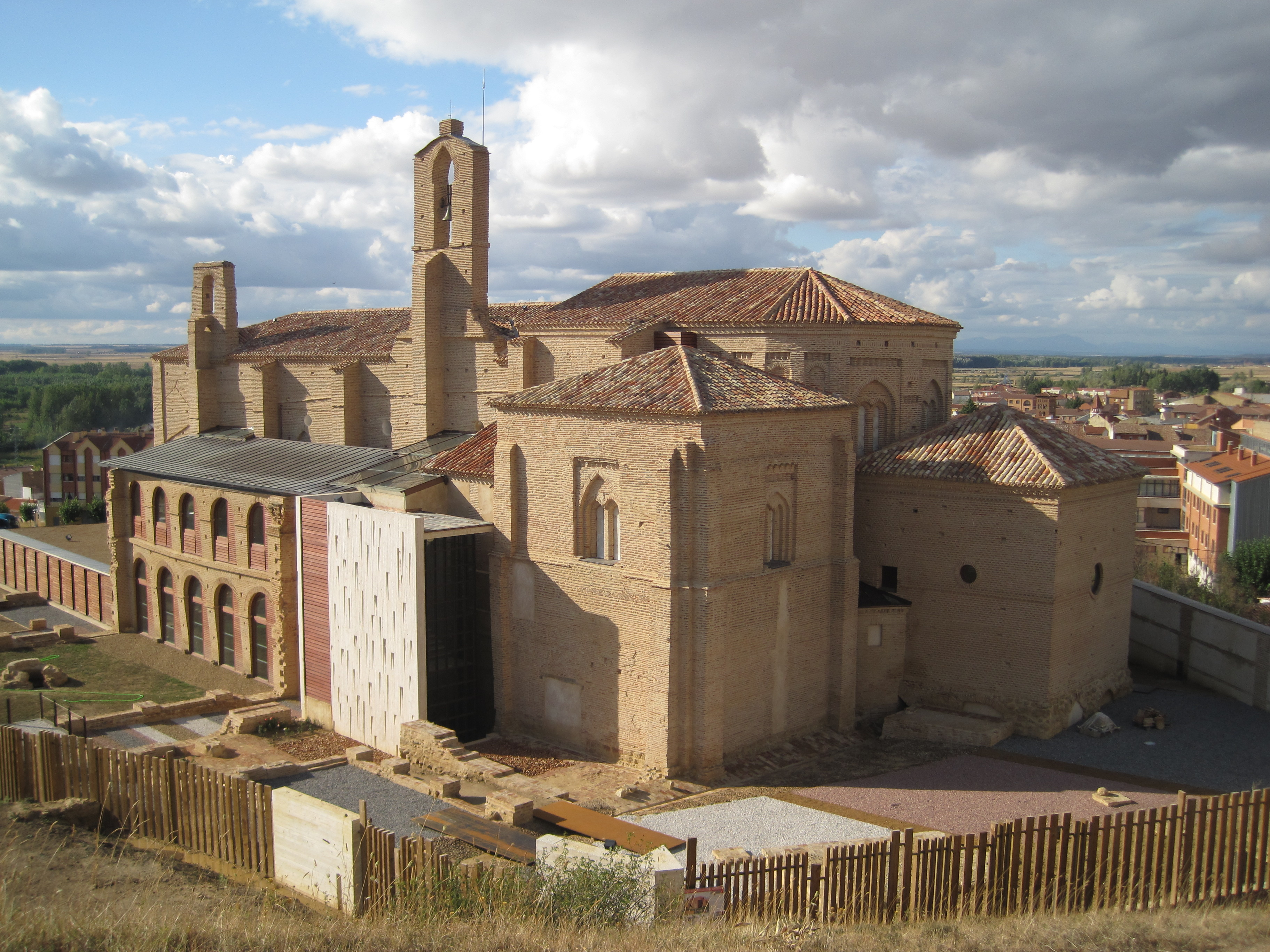
Santuario de la Peregrina

El santuario de La Peregrina fue fundado en 1257 como convento franciscano tras la autorización, en 1245, de su construcción por el monarca Alfonso X. Del conjunto, construido totalmente en ladrillo y en estilo románico mudéjar, se conservan la iglesia y parte del claustro, reformados en numerosas ocasiones. La primera consta de una sola nave dividida en cinco tramos con crucero, con tres capillas laterales y un único ábside semicircular. En la decoración exterior destacan los arcos ciegos y polibulados, los cuales delatan influencias artísticas venidas del sur.
El convento se abandonó en 1835 debido a la desamortización de Mendizábal. Tras la misma, el deterioro del templo fue progresivo, haciéndose necesaria su restauración. En 2006, el Ayuntamiento de Sahagún y el Ministerio de Vivienda y la Consejería de Cultura firmaron un convenio de colaboración para llevar a cabo la rehabilitación del santuario, la cual lo convertirá en Centro de Documentación del Camino de Santiago, una vez terminadas las obras en 2010. Durante estas, se encontró una momia, posiblemente del siglo XV, en la pared del altar mayor.

#### Monasterio Real de San Benito

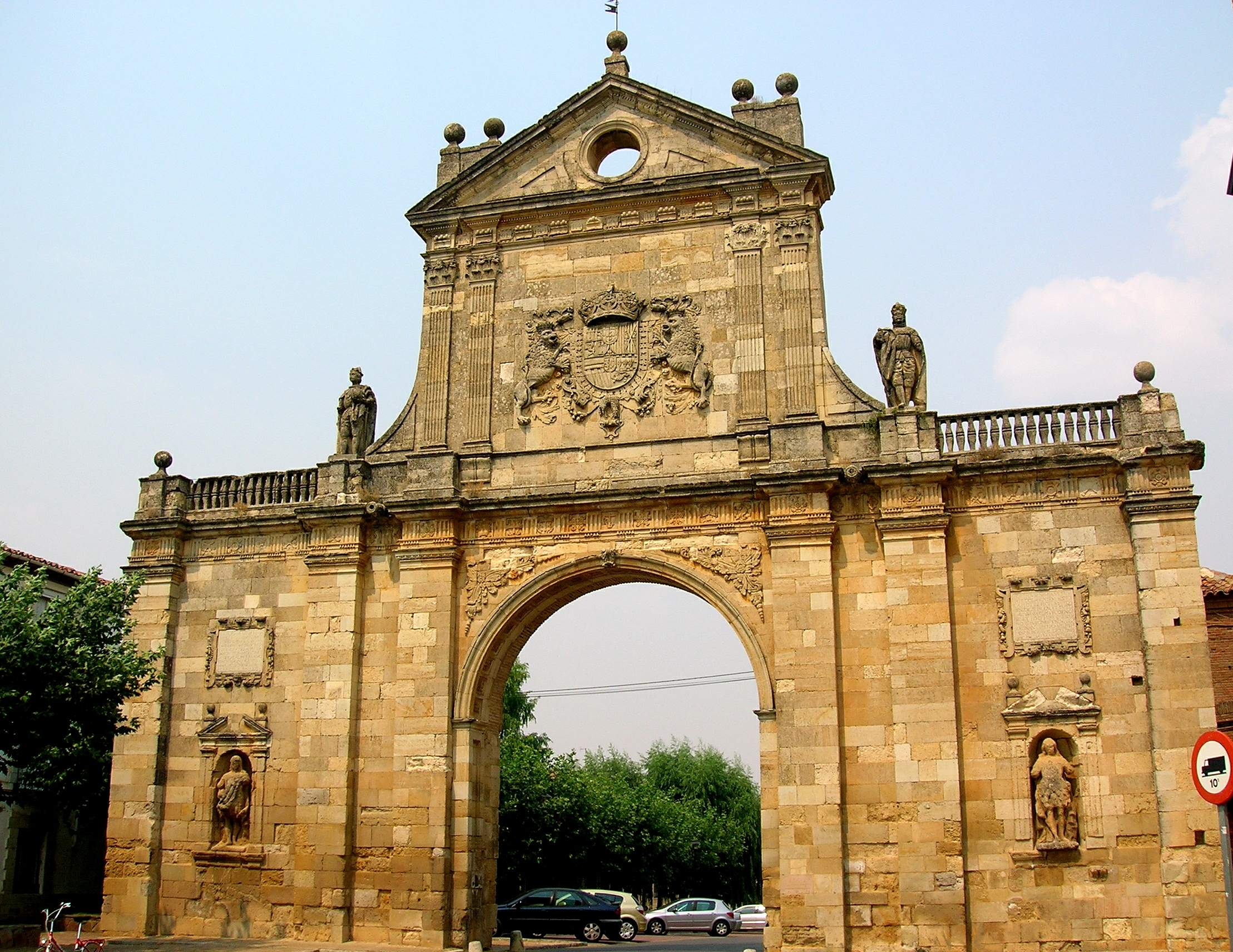
Arco de San Benito, uno de los accesos a la iglesia del Monasterio

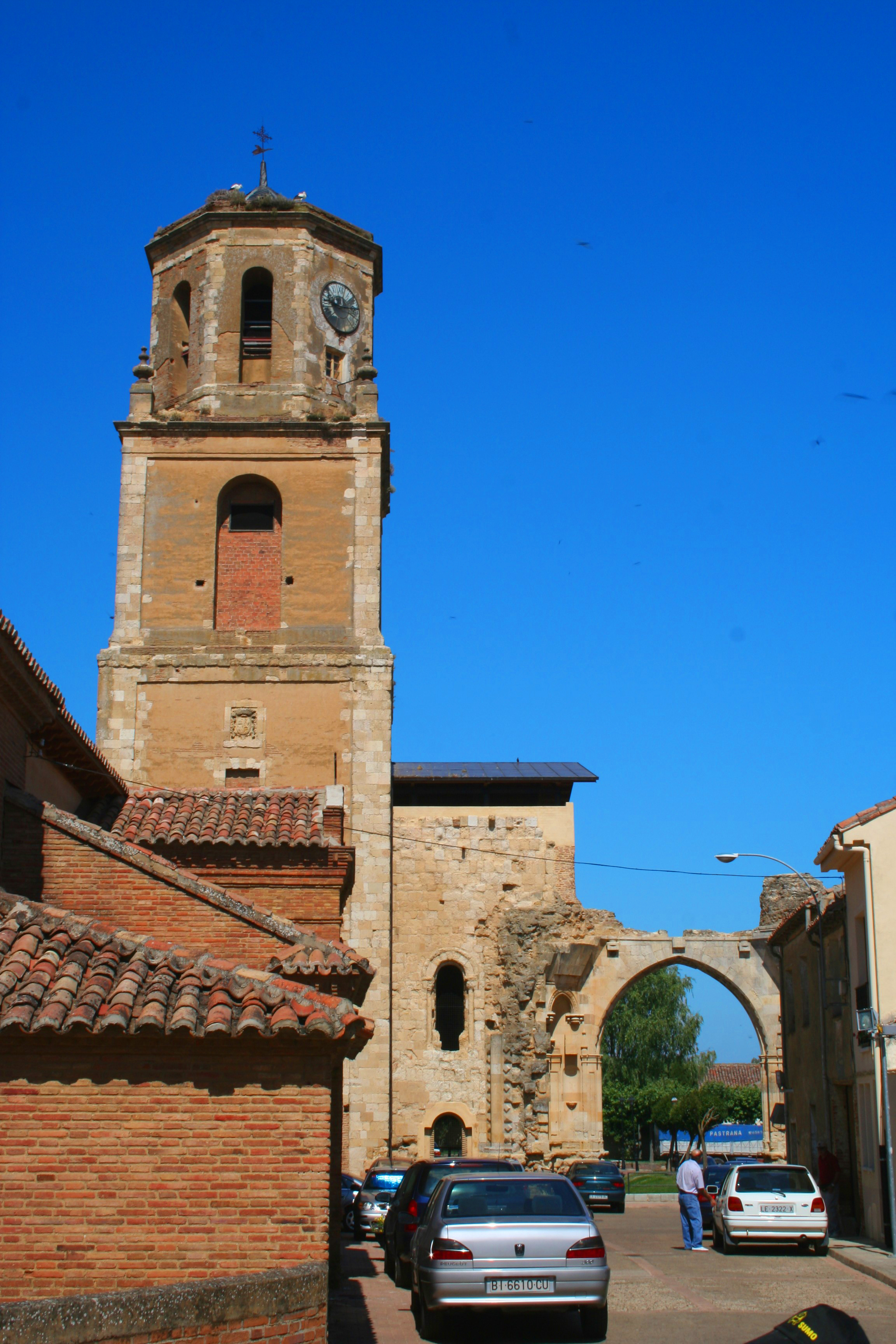
Torre del Reloj, uno de los restos que sobrevivió a la destrucción del Monasterio

Antiguo monasterio benedictino de la Orden de Cluny, baluarte de la reforma religiosa que tuvo lugar en León y Castilla en el siglo XI. Su historia comienza con Alfonso III el Magno, cuando adquirió una iglesia ya existente donde se veneraban las reliquias de los mártires Facundo y Primitivo para donársela al abad Alonso que venía huyendo de Córdoba. En 1080, con Alfonso VI, el monasterio fue otorgado a los cluniacenses, comenzando su etapa de mayor esplendor, siendo incluso el propio monarca enterrado en él. Su decadencia comenzaría en el siglo XV, al pasar a depender del Monasterio de San Benito de Valladolid, y ya en 1820 se produce su exclaustración tras el decreto de supresión de la Órdenes Monacales realizado durante el Trienio Liberal.
Del monasterio se conservan los siguientes restos:
- La capilla de San Mancio: formada por una nave de tres tramos, de los cuales el último ha desaparecido, se situaba al norte del ábside de la iglesia y data del siglo XII.
- El Arco de San Benito: fue construido en 1662, según el diseño del arquitecto Felipe Berrojo, para sustituir a la portada románica anterior que estaba en ruinas.
- La Torre del Reloj: antiguamente existían dos torres gemelas que flanqueaban la entrada al monasterio, de las cuales sólo ha sobrevivido a los incendios y saqueos una de ellas, al instalarse en la misma el reloj de la villa.

Las excavaciones realizadas sacaron a la luz el panteón donde descansaban los restos de Alfonso VI, sus esposas, así como algunos nobles, como la lápida de la tumba de Alfonso, hijo del Conde Ansúrez, conservada en el Museo Arqueológico Nacional.

#### Otros monumentos
Iglesia de la Santísima Trinidad

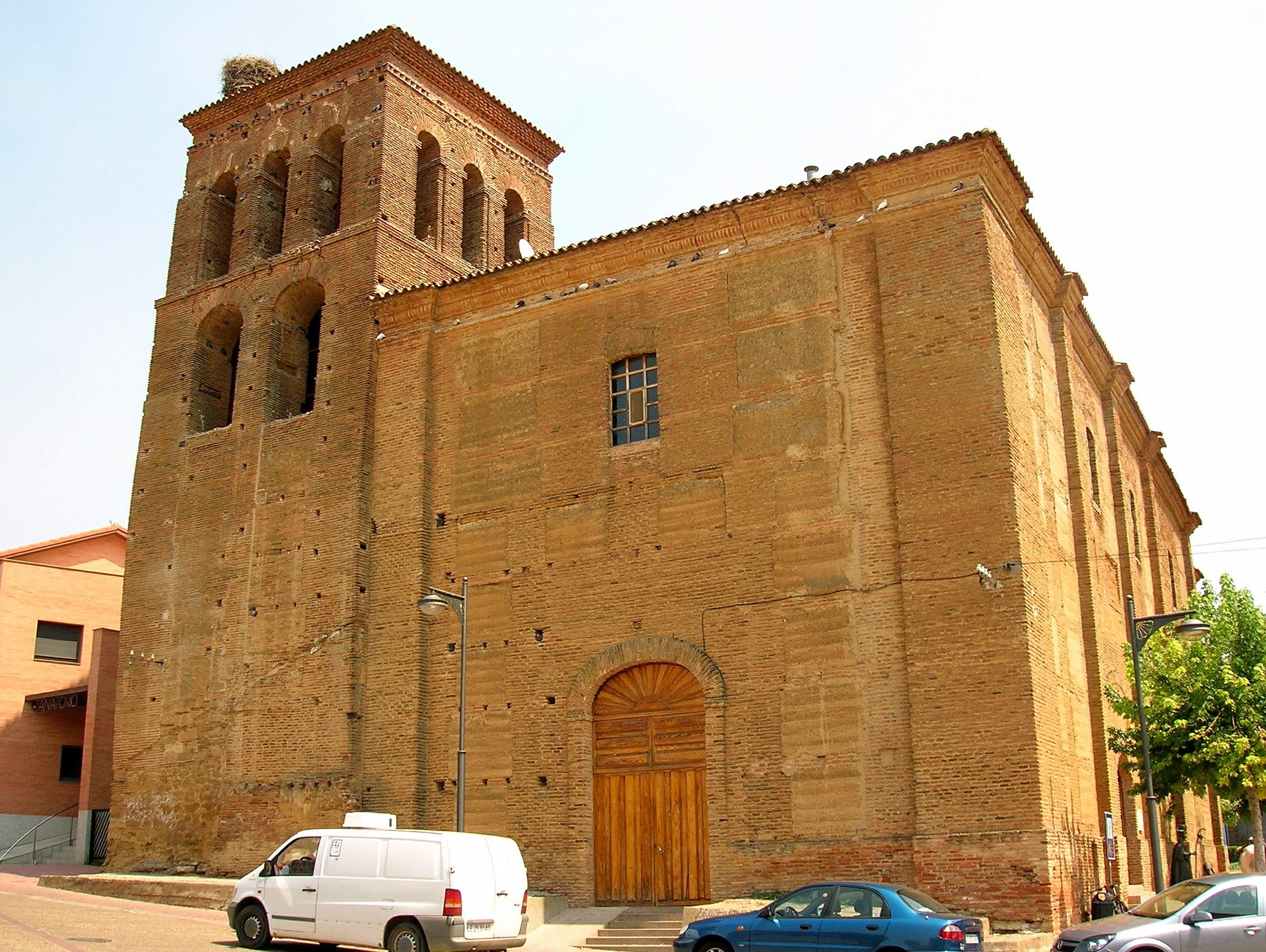
Iglesia de la Trinidad

Antiguo templo construido en ladrillo en los siglos XVI y XVII, si bien la torre corresponde a una edificación anterior del siglo XIII. De nave única, su interior responde a un espacio longitudinal, sin crucero y con capilla mayor elevada. Su mal estado de conservación condujo al abandono del culto en 1964. Cerrada durante años, en 1993 comenzó a ser restaurada y habilitada para otros usos, funcionando como albergue municipal de peregrinos, oficina de turismo y auditorio municipal «Carmelo Gómez».
Iglesia de Santa Cruz y monasterio
Situada en el convento de clausura de las monjas benedictinas, en su interior se encuentra un retablo churrigueresco, de 1711, obra de Joaquín Benito Churriguera. También en ella están, tras haber sido trasladados desde el Monasterio de San Benito, los sepulcros de Alfonso VI y de sus cuatro esposas (Inés de Aquitania, Constanza de Borgoña, Berta de Borgoña-Maçon y Zaida). El monasterio alberga también un museo en el que se encuentran la imagen de la Virgen Peregrina y la custodia de 1556 procedente del Monasterio de San Benito, elaborada por Enrique de Arfe (véase también sección museos más abajo). Además dispone de una hospedería monástica y son conocidos también los amarguillos, parte de la repostería que elaboran las monjas benedictinas de Sahagún.

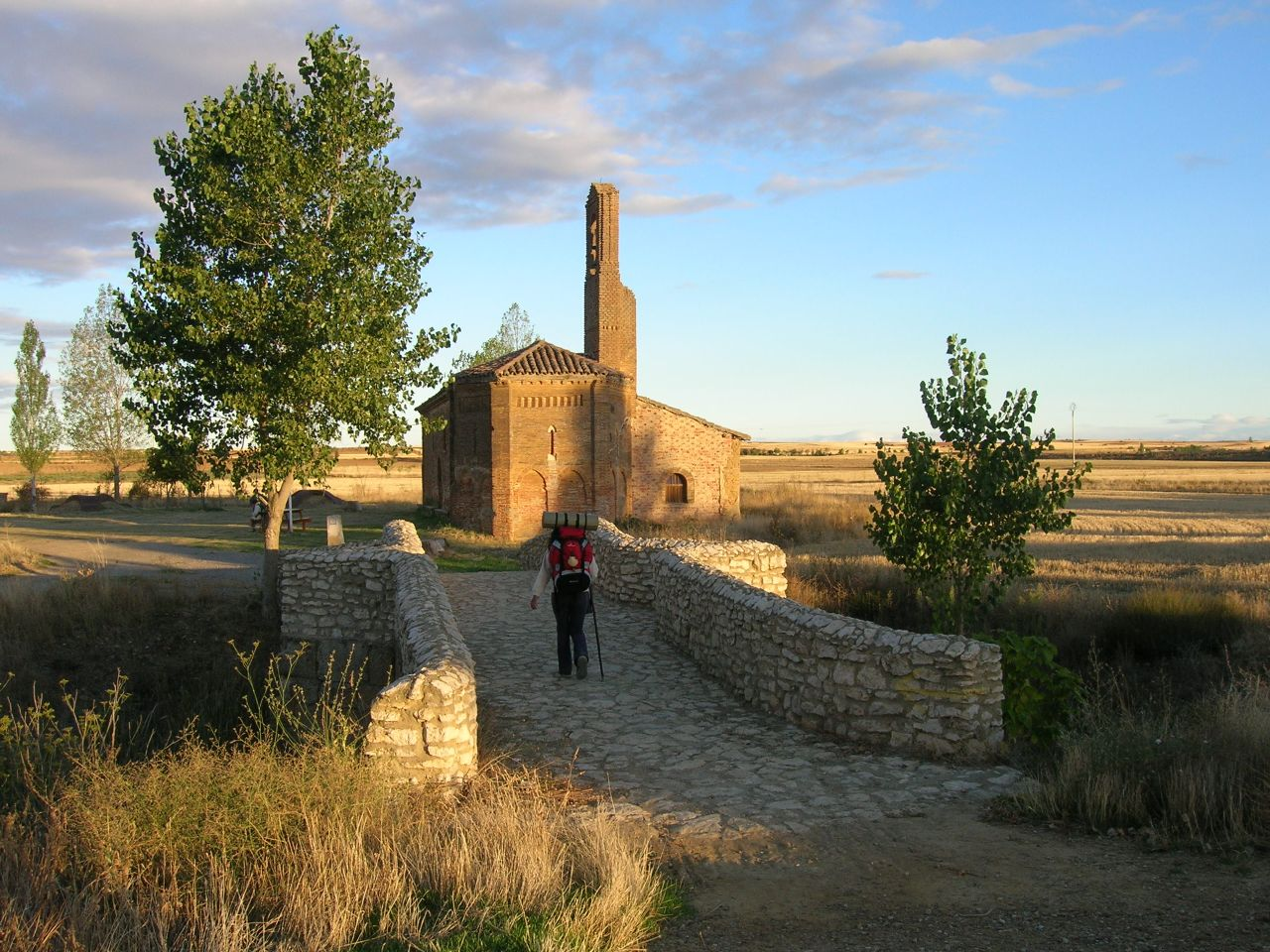
Ermita de la Virgen del Puente, a las afueras de la villa

Ermita de La Virgen del Puente
Situada a 2 km de la villa, junto a un puente de origen medieval sobre el río Valderaduey, es la primera edificación que jalona el Camino de Santiago Francés al entrar en la provincia leonesa. De estilo mudéjar, data del siglo XII, constituyéndose como ermita y hospital de peregrinos. Debido a la falta de conservación, la ermita ha ido acumulando una serie de patologías, motivo por lo cual será restaurada entre 2009 y 2010.
Iglesia de San Juan de Sahagún

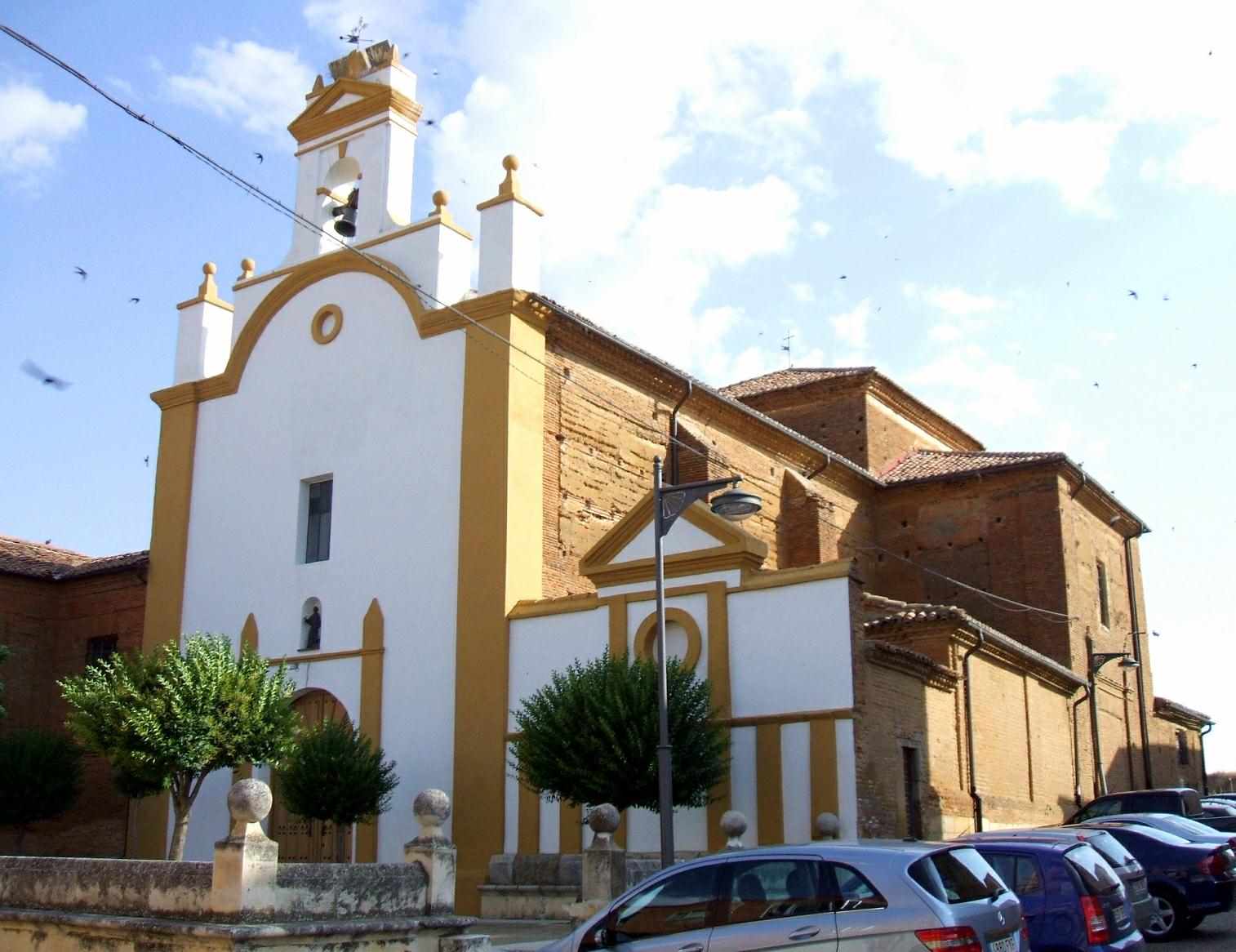
Ermita dedicada a San Juan de Sahagún

De estilo neoclásico colonial, su construcción terminó en 1652, estando realizada en barro y piedra, siendo su frontispicio de este material, aunque desde el siglo XVIII está pintada de blanco. La iglesia se edificó en el solar de la casa de los padres de San Juan de Sahagún, y en su interior se venera la imagen del Santo obra de Gregorio Fernández.
Puente Canto
Levantado sobre el río Cea, su origen fue romano, siendo reconstruido en 1085 por Alfonso VI y reformado nuevamente en el siglo XVI por Francisco Aguilar y en el siglo XIX por Eduardo Galán Mendizábal. Está construido con grandes sillares de piedra, constando de cinco arcos apoyados sobre pilastras.
Arquitectura tradicional
Su expresión más clara se encuentra en las casas cuyo elemento más característico son los entramados de madera que forman la estructura del edificio, siendo rellenados los espacios con ladrillo colocado a soga o con adobes. Además, destacan también las construcciones, como por ejemplos los palomares, construidas con adobe o tapial.

### Museos
- Museo Madres Benedictinas: ubicado en el monasterio de las M.M. Benedictinas, alberga en su interior una importante colección de orfebrería (entre la que destaca la Custodia Sacramental de Enrique de Arfe, del siglo XVI), un retablo churrigueresco del siglo XVII, la imagen de Nuestra Señora del Refugio o Virgen Peregrina, obra del siglo XVII de Luisa Roldán así como otras obras escultóricas como la losa del sepulcro de don Pedro del Burgo.[64]
- Museo de la Semana Santa: se encuentra situado en la capilla de Jesús, anexa a la Iglesia de San Lorenzo. En su interior se encuentran los pasos de la Semana Santa de la Cofradía de Jesús Nazareno -algunos de gran importancia como el Cristo de la Urna- y un retablo del siglo XVIII. En el museo, el domingo previo al Domingo de Ramos se subastan los pasos, que son adjudicados al mejor postor.[65]

### Festividades y eventos

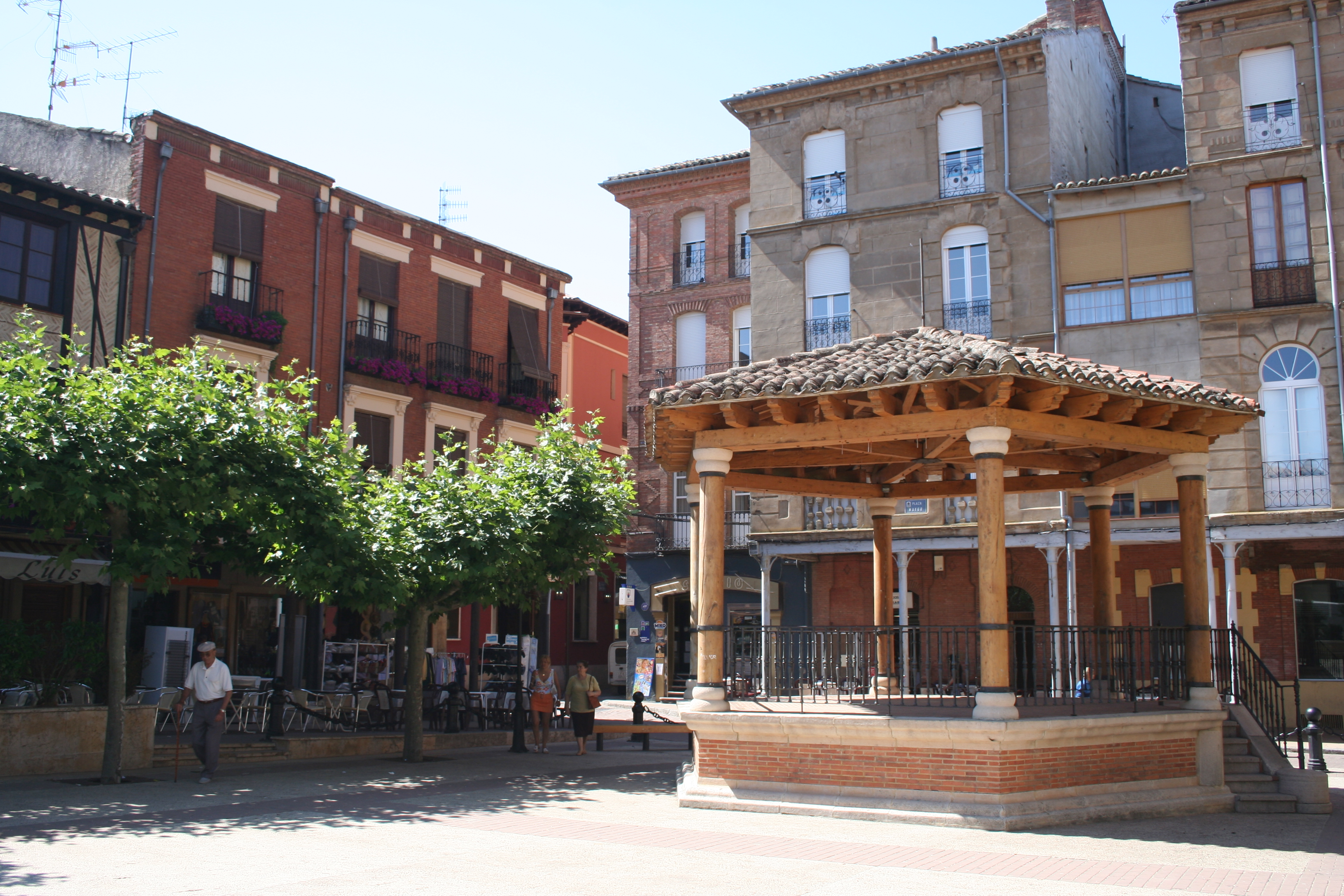
La plaza Mayor sirve de escenario a diversos eventos a lo largo del año

A lo largo del año son numerosos los eventos culturales y festivos que tienen lugar en Sahagún. Cronológicamente, en el mes de enero tiene lugar la festividad de San Tirso (28 de enero). En marzo, y siete días antes del Domingo de Ramos, se celebra el Domingo Tortillero, en el cual se realiza la subasta de los pasos de Semana Santa.
En el mes de abril, y a lo largo de un fin de semana, se celebran, desde 1998, las Jornadas Gastronómicas de Cocina Tradicional, organizadas por el Centro de Iniciativas Turísticas de Sahagún. Quince días después del Domingo de Resurrección tiene lugar la romería del Pastor Bono, en la que agricultores y pastores ofrecen lo mejor de sus productos, siendo también típicos el baile popular, la limonada y las avellanas. A finales de mes, el día 25, se celebra la romería de San Marcos, también llamada del pan y el queso, junto a la ermita de la Virgen del Puente. En ella, además de la procesión de la Virgen, se ofrece una degustación de pan y queso, acompañada de limonada y amenizado por dulzaineros, a los que siguen, por la tarde, el rosario y una degustación de caracoles.
En junio, desde el día 12, y durante cinco días, tienen lugar las fiestas patronales de la localidad, en honor a San Juan de Sahagún, que tienen en sus encierros y corridas de toros los elementos más característicos de las mismas. En el mes de julio tienen lugar varios eventos; el día 2, y conmemorando la entronización de la imagen de la Virgen Peregrina, se celebra la Fiesta de la Peregrina, en la que tras la procesión hasta su santuario, se ofrecen bollos preñaos y limonada. También en julio se celebra el Día de la Comarca, con comida popular y fiesta nocturna; en el tercer fin de semana del mes se desarrolla el Encuentro de Juglares, que viene celebrándose desde 2002 y que pretende recordar la primera escuela de juglares de España, fundada en la villa en 1116.
En el mes de agosto se celebra, en primer lugar, la festividad de San Lorenzo (10 de agosto), y el día 15, la Fiesta del Veraneante, dedicada a promocionar los atractivos turísticos de la villa entre sus visitantes. Además de música, concurso de paellas y degustación de bollo preñao, se ameniza la noche con una verbena. En el mes de octubre (en torno al día 28), se celebra la Feria de San Simón, también denominada Feria del Puerro, en la que se exponen productos alimentarios, vehículos y maquinaria agrícola.
Además de todos estos eventos, todos los sábados del año tiene lugar el mercado semanal, de importancia en la comarca.

### Semana Santa

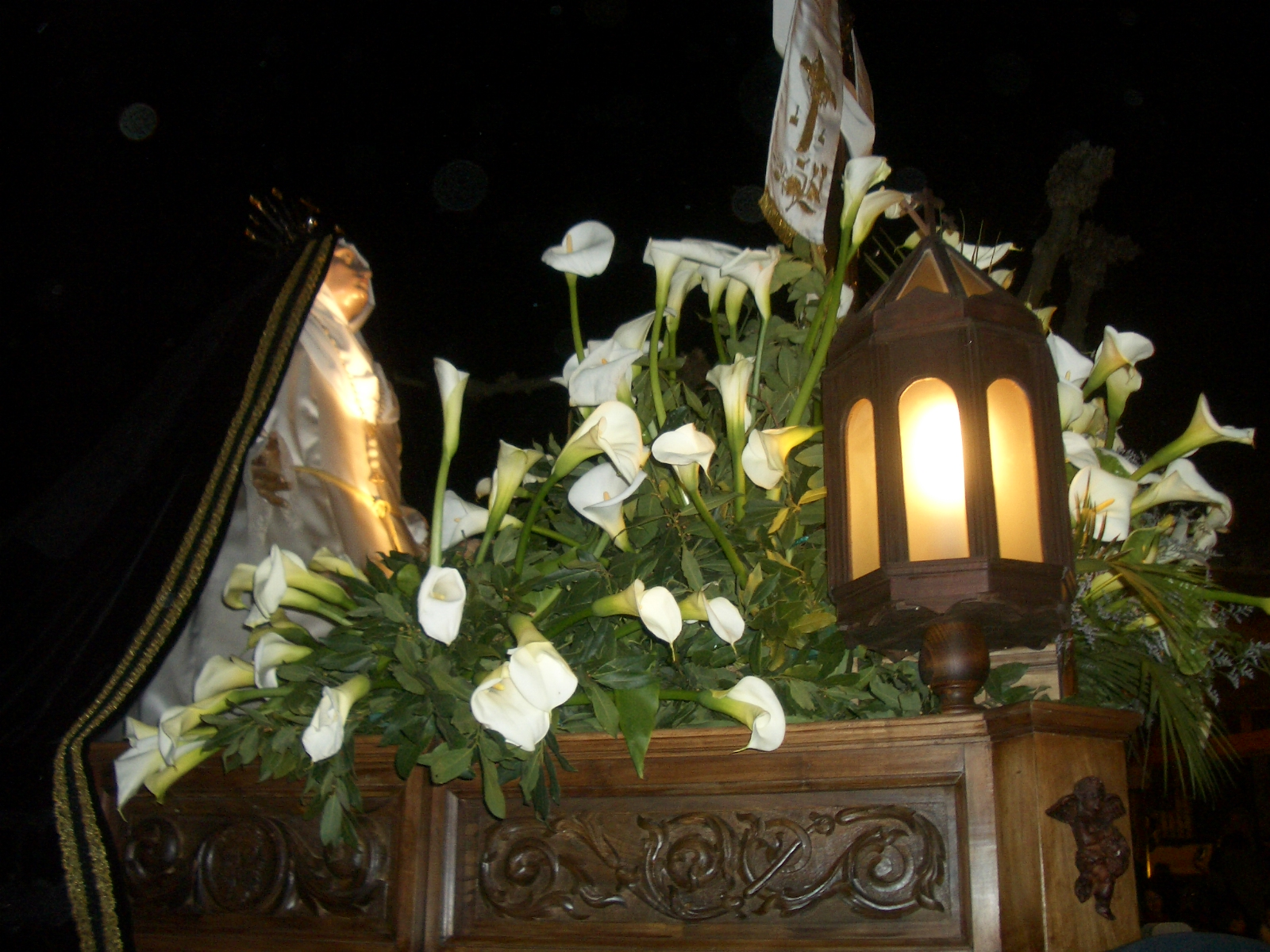
Semana Santa de Sahagún

La Semana Santa de Sahagún, de Interés Turístico Nacionall, es una de las celebraciones religiosas más importantes de la villa. Durante la misma, la Cofradía de Jesús Nazareno y Patrocinio de San José desfila por sus calles un total de 16 pasos. Entre los actos más destacados están la Subasta de Pasos el domingo previo al Domingo de Resurrección, el toque de la trompa la noche del Jueves Santo y «La Isa» y la procesión de los Pasos en la mañana del Viernes Santo.

### Camino de Santiago

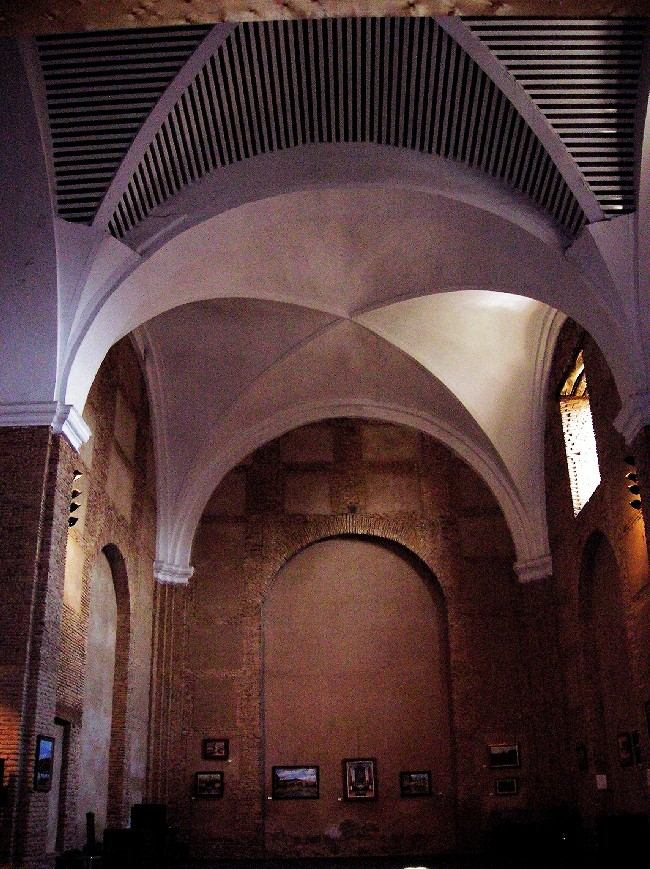
Interior de la antigua iglesia de La Trinidad, rehabilitada como albergue de peregrinos de la villa y Auditorio Carmelo Gómez

De las diferentes rutas de peregrinación a Santiago de Compostela, la más famosa es el Camino Francés. Es sin duda el más utilizado, tanto en la Edad Media como en la actualidad, pudiéndose ver peregrinos prácticamente en todos los meses del año. Sahagún es parada obligatoria en el Camino desde los comienzos de este, apareciendo ya en el Codex Calixtinus.
La villa ofrece alojamiento mediante el albergue de peregrinos Cluny, situado en la iglesia de La Trinidad, el albergue Viatoris, de carácter privado, y el de las Madres Benedictinas. En todos ellos se sella la credencial del peregrino. En defensa y promoción del Camino está la Asociación de Amigos del Camino de Santiago de Sahagún.

### Participación ciudadana
Uno de los aspectos a destacar en la vida cultural de la villa son sus numerosas asociaciones, que, a lo largo del año, ofrecen una rica y variada serie de actividades.

### Gastronomía

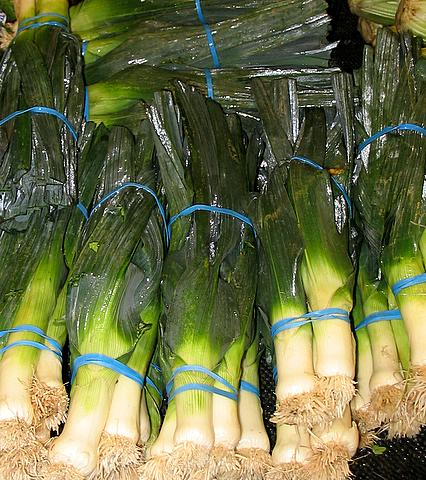
Puerro de Sahagún

De entre todos los productos gastronómicos de Sahagún destaca el puerro, hortaliza típica de la villa, cultivada en los huertos situados junto al río Cea, y que se piensa que ya fue introducida por los monjes cluniacenses. Está regulado por la Marca de Garantía Puerro de Sahagún.
Otros productos típicos son las ancas de rana, los caracoles, los fréjoles, el lechazo asado, las lentejas y los garbanzos. Entre los postres están los Amarguillos de Sahagún, los Canutillos de Crema, las Galletas de Hierro y las orejuelas.

## Deporte
| Equipo                                | Deporte | Categorías                                                            | Estadio                            | Creación |
| ------------------------------------- | ------- | --------------------------------------------------------------------- | ---------------------------------- | -------- |
| Club Deportivo Sahagún Promesas       | Fútbol  | Aficionado, juvenil, cadete, infantil, alevín, benjamín y prebenjamín | Polideportivo municipal de Sahagún | 1999     |
| Club Deportivo Pádel Villa de Sahagún | Pádel   |                                                                       | Polideportivo municipal de Sahagún | 2015     |

La villa tiene situadas sus instalaciones deportivas junto al río Cea, donde se encuentran cuatro piscinas municipales, canchas de tenis, de pádel y fútbol sala, un frontón, un campo de fútbol de hierba natural y un pabellón polideportivo cubierto. Como eventos, en el mes de agosto, el domingo previo al Día del Veraneante, se celebra el «descenso del Cea». Además, y junto a estas instalaciones, se encuentra situado el camping Pedro Ponce, de titularidad municipal, el cual también cuenta con diversos espacios para la práctica del deporte.

## Poblaciones hermanadas
Sahagún participa en la iniciativa de hermanamiento de ciudades promovida, entre otras instituciones, por la Unión Europea. A partir de esta iniciativa se han establecido lazos con la siguiente localidad:
| País   | Ciudad | Fecha de hermanamiento |
| ------ | ------ | ---------------------- |
| España | Tineo  | 2007                   |